# Bestia de Gévaudan

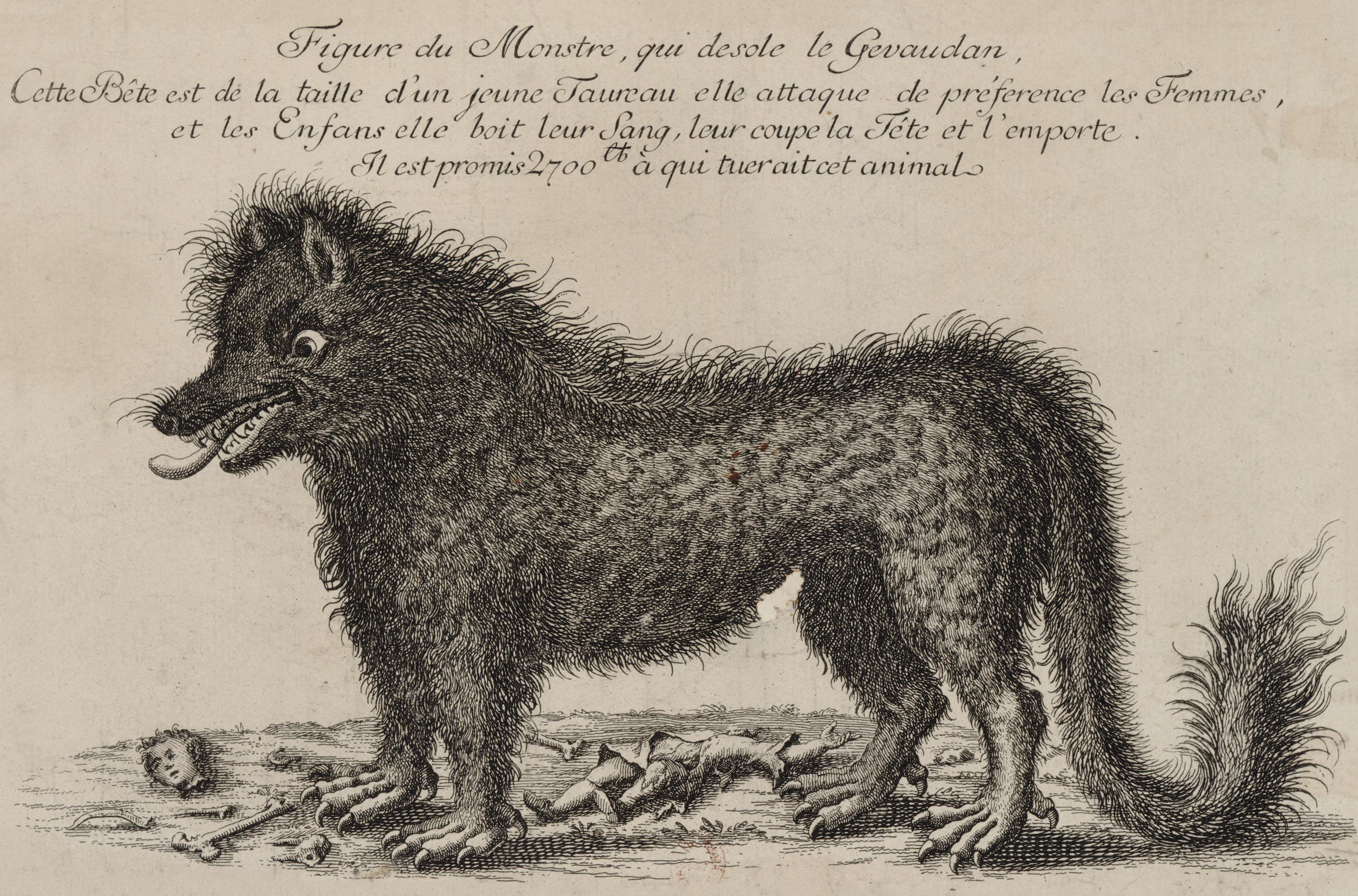
Bestia de Gévaudan. Ilustración de la época ofreciendo 2700 francos por su muerte.

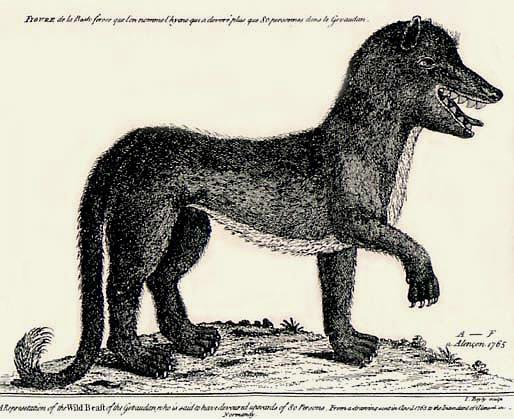
Grabado del siglo.

La bestia de Gévaudan (en francés: La Bête du Gévaudan; en occitano: La Bèstia de Gavaudan) es el nombre histórico atribuido a un críptido devorador de hombres, semejante a un lobo, perro o perro lobo, que asoló la región de Gévaudan, localizada en el actual departamento francés de Lozère, región de Occitania, en el sur de Francia, entre 1764 y 1767. Los ataques, que cubrieron un área que abarca 90 × 80 km, se dice que habían sido cometidos por uno o varios animales que tenían cabeza grande con formidables dientes y largas colas, según testigos contemporáneos. 
El número de víctimas difiere según las fuentes. En 1987, un estudio estimó que habían ocurrido 210 ataques, resultando en 113 muertes y 49 heridos, con 98 de las víctimas siendo parcialmente devoradas. Sin embargo, otras fuentes afirman que las víctimas mortales fueron entre 60 y 100 adultos y niños, así como se contabilizaron más de 30 heridos.
Las víctimas eran usualmente encontradas con sus gargantas destrozadas, algunas incluso decapitadas. La bestia de Gévaudan superó rápidamente a todas las noticias de la época, al punto de que el Reino de Francia utilizó una cantidad considerable de mano de obra y dinero para cazar al animal, convocando la movilización de tropas reales, nobles, soldados y cazarrecompensas. Las hipótesis sobre la naturaleza de la bestia fueron varias, desde la de un lobo con anormales dimensiones, un animal exótico, un hombre lobo y hasta incluso un asesino en serie. También se barajó la idea de una bestia infernal o la de una criatura encargada de ejecutar un castigo divino a los pobladores.
Menos de un centenar de ataques equivalentes se dieron a lo largo de la historia de Francia, donde todas las regiones fueron infestadas por cerca de 20.000 lobos. El problema fue oportuno para la prensa posterior a la Guerra de los Siete Años: el Courrier d'Avignon a nivel local, La Gazette de France a nivel nacional y luego los periódicos internacionales, vieron la oportunidad de aprovecharse de este hecho para hacer una serie de artículos dramáticos sobre el tema durante varios meses.
De 1764 a 1767, dos animales (uno identificado como un lobo grande y el otro como un cánido parecido a un lobo) fueron abatidos. El primero fue abatido por François Antoine, porta-arcabuz del Rey de Francia, en septiembre de 1765, en el dominio de la Real Abadía de Chazes. A partir de esta fecha, los periódicos y la corte real consideraron el problema resuelto y se desinteresaron por Gévaudan y en las muertes atribuidas a la bestia y lamentadas anteriormente, pero que según los aldeanos siguieron sucediendo. El segundo animal fue abatido por Jean Chastel, vecino de La Besseyre-Saint-Mary, el 19 de junio de 1767. Según la tradición, el animal matado por Chastel habría sido la auténtica bestia de Gévaudan, debido a que después de esta fecha ninguna muerte ni ataque le fue atribuida.

## Historia

### Primeros ataques
La primera persona atacada por la bestia fue una vaquera que vivía cerca de Langogne, pero en ese momento sus bueyes se aproximaron a ella e hicieron huir al feroz animal. Como resultado solo fue desgarrada la ropa de la mujer. La primera víctima oficial fue Jeanne Boulet, una joven de 14 años, muerta el 30 de junio de 1764, en el pueblo de Hubacs (cerca de Langogne), en la parroquia de Saint-Étienne-de-Lugdarès en Vivarais.

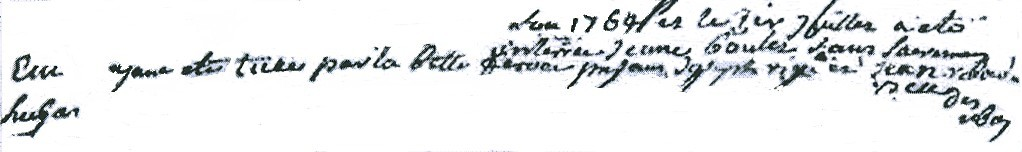
«El primero de julio de 1764, fue enterrada Jeanne Boulet, sin sacramentos, siendo asesinada por una bestia feroz, en presencia de Joseph Vigier y Jean Reboul.»

La víctima fue enterrada "sin sacramentos", o sea no habiendo podido confesarse antes de su muerte. Sin embargo aun existe un registro del día de su muerte en la que el párroco dice que ella fue víctima de la "bestia feroz", lo que sugiere que no fue la primera víctima, pero si la primera documentada.
La segunda víctima fue reportada el 8 de agosto, tenía también 14 años y vivía en la aldea de Masméjean, parroquia de Puy-de-Laurent. Tanto esta como la que le siguió murieron en las cercanías de la ciudad de Allier. Las siguientes, desde finales de agosto hasta septiembre, fueron asesinadas en los alrededores del bosque de Mercoire.
El administrador de la Diócesis de Mende, Etienne Lafont, que se encontraba en Marvejols a finales de agosto, decidió enviar a ese lugar a unos cazadores, dirigidos por el señor Mercier, como ayuda debido a que ya se acercaban a Langogne. Sin embargo, pronto Lafont se dio cuenta de que estas cacerías eran insuficientes, por lo tanto, advirtió de la situación al señor de Saint-Priest, al intendente de Languedoc y al conde de Montcan, gobernador de la provincia. Es este último quien dio la orden al capitán Duhamel, que se encontraba en Langogne con sus dragones, de que lleve a cabo la misión de conducir las operaciones para cazar a la bestia.

### Duhamel
A partir del 15 de septiembre, el capitán Duhamel y sus dragones comenzaron su cacería. No estaban solos, sino que los campesinos se armaron y se dispusieron para ayudarlo. Ese año había cuatro compañías de dragones, voluntarios de Clermont, estacionados en Pradelles o Langogne y comandados por Duhamel, el capitán y asistente mayor. Estos soldados estaban presentes en los alrededores de la región de Cevennes, debido a conflictos con los camisards a principios del siglo (1702-1715). Durante las muchas cacerías llevadas a cabo en el bosque de Mercoire, la bestia nunca apareció, incluso se dice que huyó rápidamente de esa zona, debido a ellas. Luego se traslada a los confines de la Margeride y Aubrac, a principios de octubre.
El 7 de este mes, una joven fue asesinada en el pueblo de Apcher, parroquia de Prunières, y su cabeza se encontró ocho días después. Al día siguiente, un vaquero de 15 años fue atacado cerca de La Fage-Montivernoux. Ese mismo día, la bestia atacó a otro vaquero, entre Prinsuéjols y el castillo de la Baume, propiedad del conde de Peyre. Sin embargo, el muchacho se refugió entre sus vacas, para lograr esconderse de la bestia. Poco después, los cazadores que salían de un bosque cercano se dieron cuenta de que la bestia todavía estaba al acecho del joven.
Dos de los cazadores dispararon a la bestia, que en dos ocasiones cayó y se levantó. Nadie pudo atraparla, de modo que huyó hacia el bosque. La caza, que fue organizada para el día siguiente, también resultó un fracaso. Dos campesinas dijeron que habían visto al animal salir cojeando durante la noche. Así, por primera vez, la bestia fue herida. En octubre de 1764, la bestia dirigió sus ataques al sur, siendo la responsable de la muerte de María Solinhac, atacada en Brouilhet, en la ciudad de Hermaux.
El 2 de noviembre, Duhamel y sus 57 dragones salieron de Langogne, para instalarse en Saint-Chély, en la posada de Grassal. Sin embargo, el 11 de noviembre ellos pudieron realizar su primera cacería, debido a la nieve. Al ver la falta de resultados de las cacerías hasta esa fecha, los estados de Languedoc se reunieron el 15 de diciembre, y propusieron una recompensa de 2000 libras a quien matara a la bestia. Después de esto, cinco personas más murieron y uno de estos ataques le fue atribuido a la bestia, durante el mes de diciembre.

### El llamamiento a la oración
El 31 de diciembre de 1764 el obispo de Mende, monseñor Gabriel-Florent de Choiseul-Beaupré, también conde de Gévaudan, llamó a la oración y la penitencia. Este llamamiento pasó a la historia como la "Orden del obispo de Mende". Todos los sacerdotes de la diócesis tenían como orden anunciarla a los feligreses. En este texto, el obispo llamó a la bestia “la plaga enviada por Dios para castigar a los hombres por sus pecados”. Citó a San Agustín para discutir la "justicia de Dios" y también usó la Biblia para mostrar, según su punto de vista, amenazas expuestas por Dios por boca de Moisés: "Yo armaré contra ellos los dientes de bestias feroces”. El mandato impuso asimismo que se recitaran oraciones de cuarenta horas durante tres domingos consecutivos.
Pero las oraciones parecían vanas, porque la bestia continuó con su masacre a principios del año 1765. Durante los meses de enero y febrero, las cacerías de Duhamel y sus dragones no tuvieron éxito. Además fueron acusados de no pagar el alojamiento y comida, y de destruir las cosechas. Entonces el consejero del rey Luis XV, Clement Charles Francois L'Averdy, envío un cazador, Normand, el Señor Denneval (o Enneval) como reemplazo. Era considerado el mejor cazador de lobos del reino, ya que mató a más de 1200. Martin Denneval y su hijo fueron a Gevaudan a mediados de febrero.

### La batalla de Portefaix

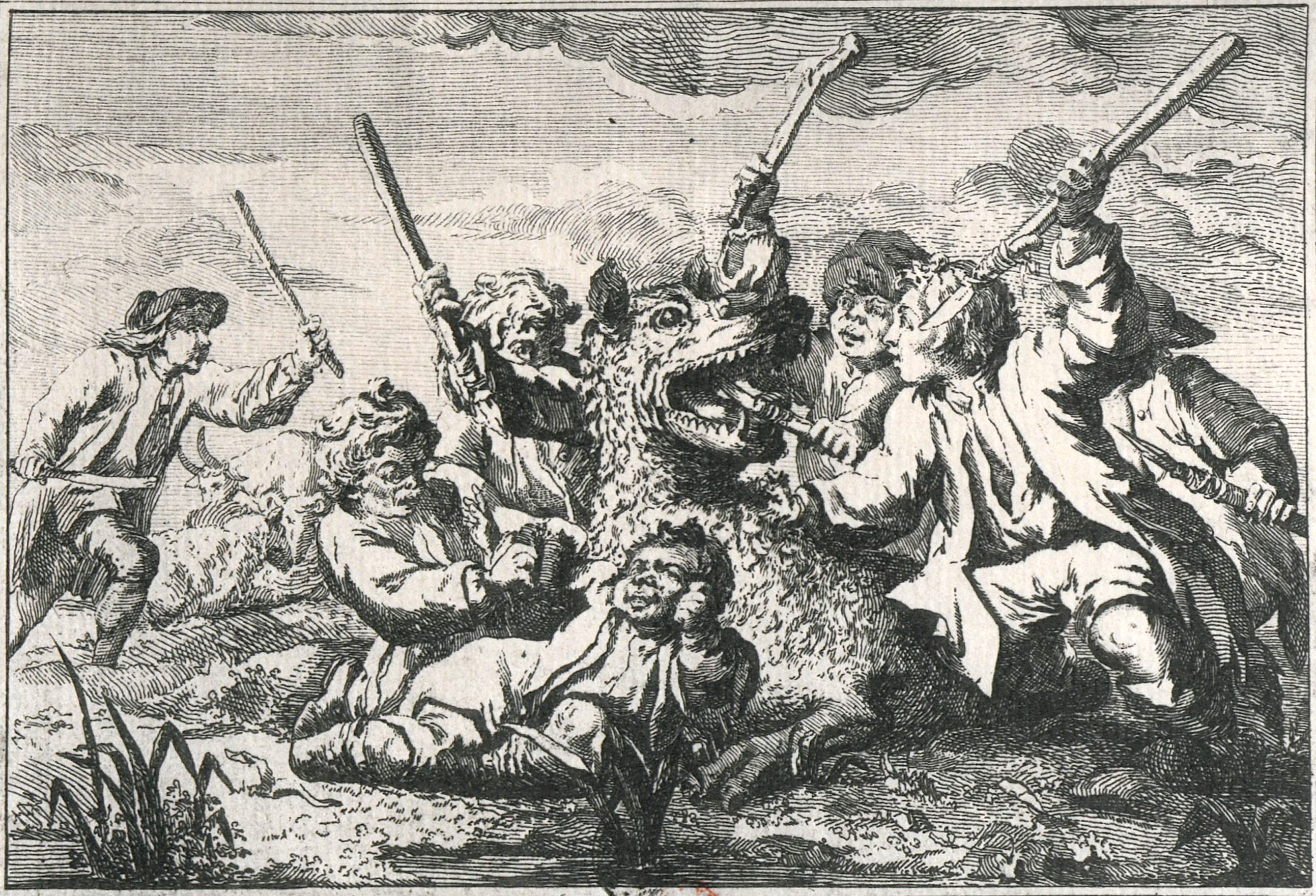
Ilustración del combate de J. Portefaix y sus compañeros contra la Bestia. Bibliothèque nationale, Histoire de France, 1764.

Antes de la llegada de los Denneval, el 12 de enero, la bestia atacó a siete niños de Villaret, parroquia Chanaleilles. La lucha y el valor que mostraron los pequeños pastores quedaron demostrados en los archivos anuales. Desde la aparición de la bestia, se recomendó no enviar a los niños solos a cuidar el ganado. El ganado en esta región estaba compuesto de vacas y ovejas. Sin embargo, los hombres estaban a menudo ocupados con el trabajo agrícola. Para evitar la situación desventajosa que tenían los niños, se formaron grupos de jóvenes para el cuidado de los animales.
Este fue el caso de los siete hijos de Villaret, cinco varones y dos niñas de entre ocho y doce años de edad. La bestia los atacó, girando en torno a los niños que adoptaron una posición defensiva con sus varas en las que habían insertado hojas de cuchillos, para una eventual defensa. Se apoderó de uno de los chicos más jóvenes, pero los demás lograron pinchar a la bestia con la ayuda de las varas, hasta que lo soltó. Aun así, tuvo tiempo para devorar una parte de la mejilla derecha de su víctima. Luego volvió al ataque, aferrando a Joseph Panafieu, el más joven, por el brazo y se lo quería llevar. En ese momento, uno de los pastorcillos sugirió huir, mientras la bestia estaba ocupada, pero otro, Jacques André Portefaix, el mayor, dijo lo contrario. A continuación, se apresuraron entonces a rescatar a su desafortunado compañero, tratando de picar los ojos de la bestia. Encontraron la forma de hacerlo y lograron que la bestia lo soltara y deje ir. Luego, debido a los gritos, llegó un grupo de hombres, pero la bestia huyó a un bosque cercano.
El señor de Saint-Priest informó al Sr. Averdy de esta lucha y como premio por su valentía, el rey se ofreció a pagar la educación de Jacques Portefaix. De este modo, el 16 de abril de 1765, Portefaix fue admitido en los “Hermanos de la Doctrina Cristiana”, de Montpellier. Allí permaneció hasta noviembre de 1770, fecha en la cual entró en la Escuela Real de Artillería de Corps. Después, se convirtió en teniente con el nombre de Jacques-Villaret, y murió el 14 de agosto de 1785, a la edad de 32 años.

### La llegada de los Denneval

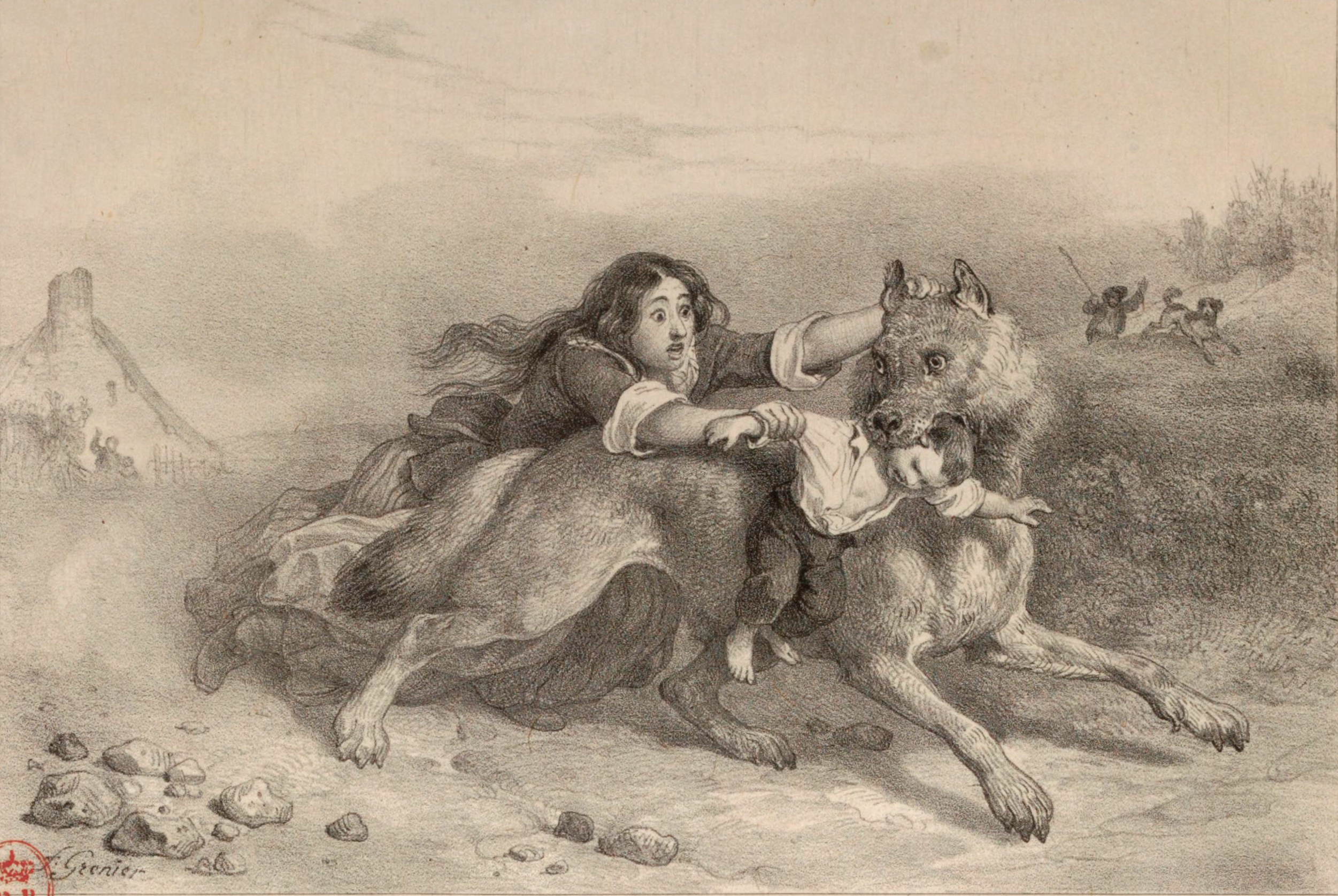
Grabado publicado en 1840 en el Journal des chasseurs. Ilustración del combate de Jeanne Jouve.

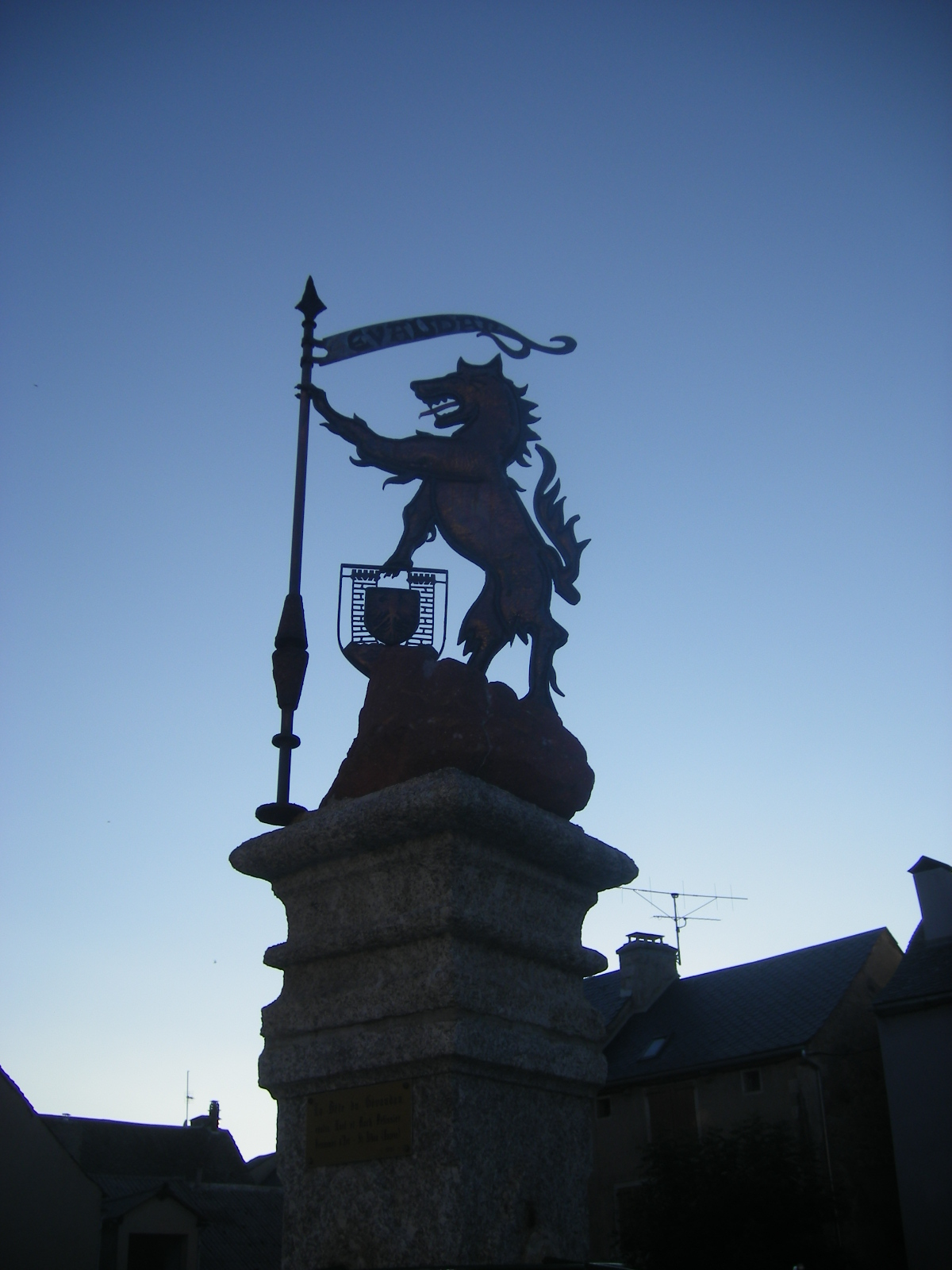
Fuente en Aumont-Aubrac, donde la Bestia posa con el escudo de armas de la ciudad.

El 17 de febrero de 1765 los Denneval llegaron a Clermont-Ferrand, donde fueron presentados al intendente de Auvernia, el Sr. Ballainvilliers. Al día siguiente estaban en La Chapelle-Laurent y dos días después en Saint Flour. A principios de marzo llegaron a Gévaudan.
En ese mes de marzo se escuchó el testimonio de la lucha heroica de Jeanne Jouve por salvar a sus hijos. Jeanne Chastang, la esposa de Pierre Jouve vivía en Vessière (St. Albans). El 14 de marzo a mediodía se encontraba fuera de su casa con tres de sus hijos. De repente, alertada por un ruido, se dio cuenta de que su hija de 9 años de edad acababa de ser capturada por la bestia, la cual había pasado por encima de un muro. Al ver esto, Jeanne Jouve se lanzó sobre la bestia y se las arregló para que soltase a su hija.
La bestia vino a atacar a la más joven de sus hijos, una niña de catorce meses, pero no alcanzó a tomarla porque la madre la protegió. Luego, la bestia se arrojó sobre el otro niño, Jean-Pierre, de 6 años y lo agarró del brazo. Jeanne Jouve se lanza nuevamente sobre la bestia. A ello siguió una larga batalla, donde Jeanne Jouve fue lanzada al suelo repetidas veces, entre arañazos y mordidas. Finalmente, la bestia suelta a Jean-Pierre y se las arregla para escapar, pero poco después, se encuentra con los dos hermanos mayores, los cuales, ya se preparaban para llevar a las ovejas a pastar. Fueron capaces de liberar a su hermano menor y la bestia huyó. Sin embargo, Jean-Pierre, sucumbió debido a sus graves heridas varias horas después. Como recompensa por su acto heroico, Jeanne Jouve recibió 300 libras como gratificación de parte del rey.
Los Denneval se establecieron en Gévaudan. A su llegada, querían que la cacería fuera exclusiva para ellos y para lograr esto debían eliminar a Duhamel. A continuación, hablaron con monsieur Averdy, el 8 de abril. Duhamel y sus dragones debieron abandonar el país para su nuevo destino en Pont-Saint-Esprit. Sin embargo, los Denneval tardaron mucho en iniciar la cacería. La primera intervención fue el 21 de abril. El objetivo parecía ser traer a la bestia a Prunières, bosques pertenecientes al conde de Morangiès. Pretendían acercarse a la bestia, pero esta pudo escapar sin que pudiesen disparar.
En abril de 1765, la historia de la bestia se extendió por toda Europa. Le Courrier d'Avignon relata que los periodistas británicos se burlaban del hecho de que los franceses no fueran capaces de matar a un solo animal. Mientras tanto, el obispo y los comisarios se enfrentaban a una afluencia masiva en el correo. Personas de toda Francia proponían métodos extravagantes para vencer a la bestia.
El 1 de mayo, la bestia se encontraba cerca del bosque de Rechauve, entre el Malzieu San Alban. Mientras se preparaba para atacar a un joven pastor, un hermano Marlet, de la aldea de La Chaumette, al sureste de St. Alban, la vio desde la ventana de su casa a unos 200 metros de distancia. A continuación, advirtió a sus dos hermanos y a todos los que estuviesen dispuestos a armarse, para salir de la casa. La bestia habría recibido dos disparos y habría caído, pero aun herida, logra escapar. Al día siguiente, Denneval, fue al sitio y continúa a lo largo, en compañía de veinte hombres. Todo el mundo pensaba que la bestia había sido herida de muerte, pero el anuncio de que una mujer fue atacada y muerta por la tarde en la parroquia de Venteuge los desengañó.
El día después de la caza, el marqués Pierre-Charles de Morangiès escribió una queja al presidente de la comunidad Etienne Lafont Denneval, en la que decía: “El Sr. Denneval llegó haciendo tanto alarde y como de costumbre, el resultado fue penoso. Usted que es un político, está obligado a revelar la desfachatez de ellos, que de cazadores solo tienen la figura”. El 18 de mayo, Morangies escribió una nueva carta de queja a Lafont, sobre la cacería sin éxito de Denneval. El 8 de junio, bajo las órdenes del rey François Antoine, el porta arcabuz de su majestad, salió de París hacia Gévaudan. Fue acompañado por su hijo menor, Robert François Antoine de Beauterne, y también por ocho capitanes de la guardia real, seis guardas de caza, un sirviente, y dos detectives.

### Antoine sustituye a Denneval

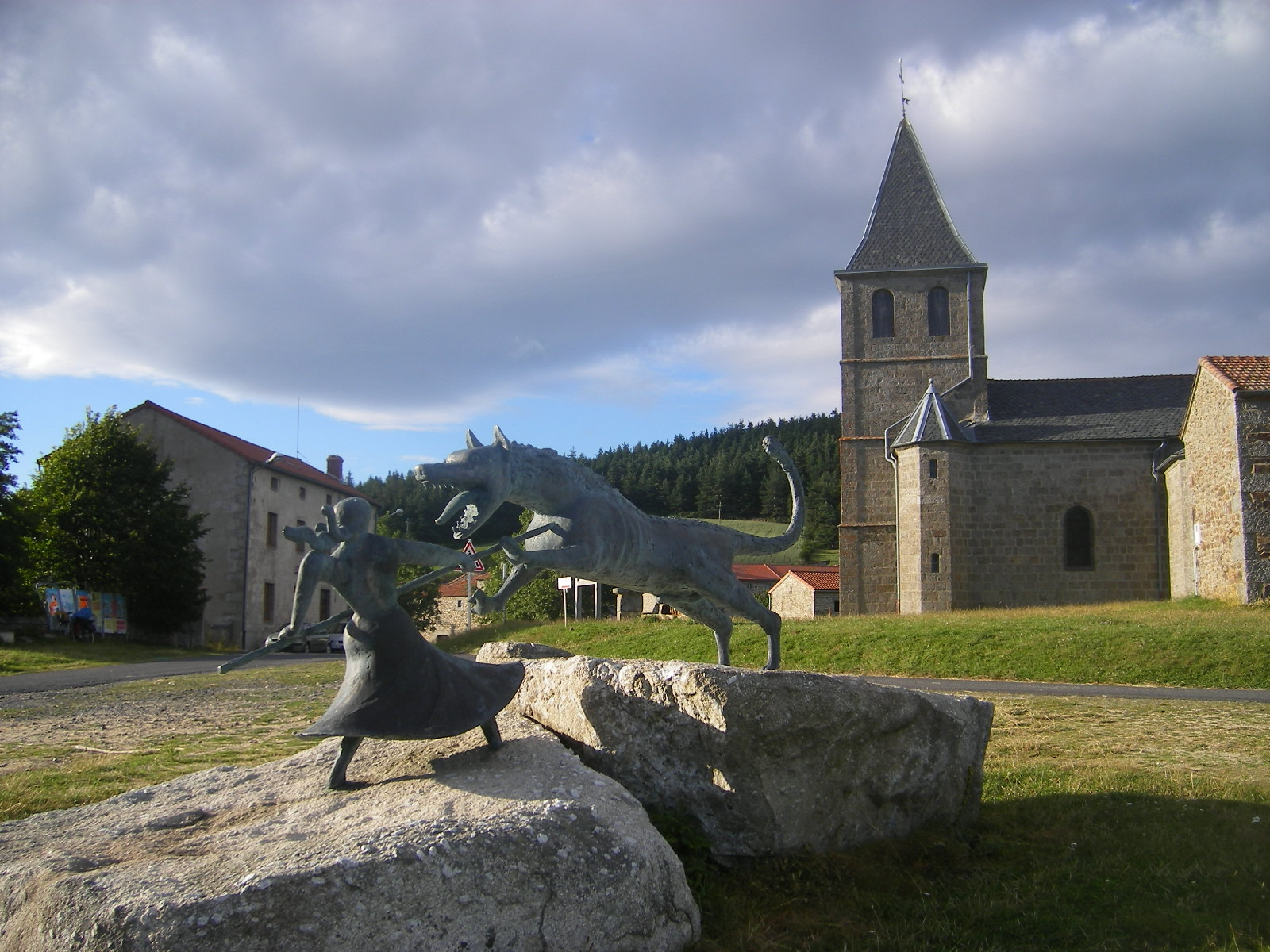
Monumento en Auvers que representa el combate de Marie-Jeanne Valet.

El 20 de junio llega a Saint-Flour, con autorización del Rey, el cazador real Antoine. Se trasladó a Malzieu el 22 de junio donde Antoine y sus hombres se aliaron con Denneval ejecutando diferentes cacerías. Sin embargo, pronto surgieron diferencias no poniéndose de acuerdo en la conducción de la misión, razón por la cual, Denneval tuvo que salir del país el 18 de julio por orden de Rey. Para Antoine, la bestia no era más que un simple lobo, en uno de sus escritos dijo: “las huellas obtenidas no ofrecen ninguna diferencia con las de un lobo grande". La cacería se ve dificultada por la geografía del país y por lo tanto trae nuevos perros como refuerzo. También recibe la ayuda del conde de Tournon, un caballero de Auvernia.

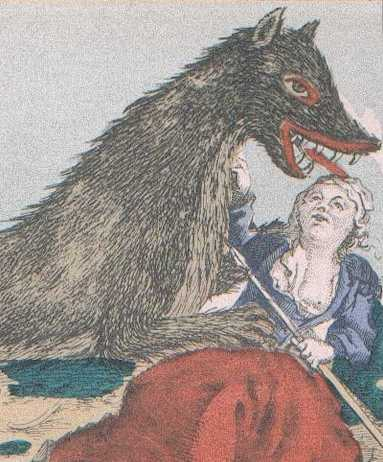
Una mujer es atacada por la Bestia. Parte de una pintura titulada: «Representación de la feroz Bestia como una hiena», Bibliothèque Nationale. Recueil Magné de Marolles. Sans date.

El domingo 11 de agosto se organizó una gran cacería. Sin embargo, esta fecha no está en la historia por este hecho, sino, por la hazaña lograda por "la Doncella de Gévaudan". Marie-Jeanne Valet, de 20 años, sirvienta del cura de Paulhac. Ella tomó prestada, junto con otras campesinas, una escalerilla para cruzar un pequeño arroyo, pero inmediatamente, son atacadas por la bestia. Las otras retroceden, pero la bestia se abalanza sobre Marie-Jeanne. Entonces, ella le clavó su lanza de confección casera en el pecho. La bestia cayó al río y desapareció en el bosque. La historia llega rápidamente a Antoine, quien fue a la escena para ver la lanza que estaba cubierta de sangre, y que los restos encontrados fueran similares a los de la bestia. En una carta dirigida al ministro la llama "Doncella de Gévaudan".

### Los Chastel encarcelados

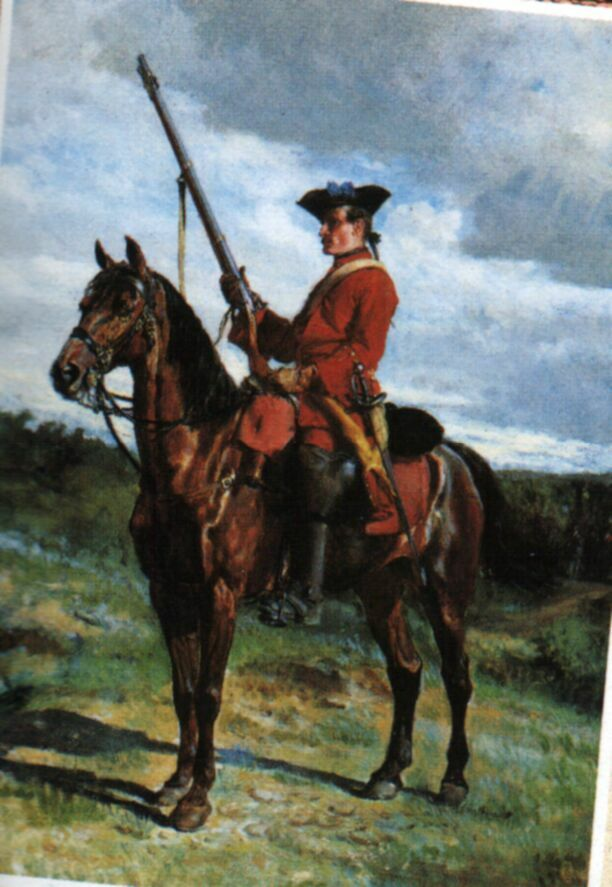
Un cazador en busca de la Bestia.

Unos días más tarde, el 16 de agosto, se produce un evento que podría permanecer en el anonimato si no hubiera estado ligado a la familia de Chastel, en donde Jean, el padre, es reconocido como el asesino de la bestia. Hasta ese momento, una caza en general se organizó en el bosque Montchauvet. Jean Chastel, y sus dos hijos, Pierre y Antoine, participaron. Dos de los guardabosques de François Antoine Pelissier y Lachenay, fueron a su lado y le preguntaron su opinión sobre el terreno, antes subir a caballo, en un camino de hierba, entre dos bosques. Ellos quieren asegurarse de que no se trata de pantanos, en complicidad, los Chastel garantizan la seguridad de este terreno, entonces Pelissier se confía, e inmediatamente su caballo se quedó atascado y luego fue lanzado. Con dificultad se las arregla y con la ayuda de Lachenay, logra salir del pantano, mientras que los Chastel se reían de la situación. Los dos guardas de caza toman al más joven de los Chastel, para llevarlo a François Antoine.
El anciano y el padre toman a Lachenay y le exigen que libere al joven. Mientras Pelissier acude en su ayuda, él también estaba metido en este problema. Los guardabosques, por lo tanto se ven obligados a la retirada. Por la noche, ellos escriben un par de minutos para denunciar los hechos, y bajo la orden de François Antoine, los Chastel son detenidos y encarcelados en Saugues. La instrucción que se dio a los jueces y cónsules de la ciudad, por Antoine es: "No los dejes salir más que cuatro días, después de nuestra salida de esta provincia". El hecho de que hubo una disminución de los ataques de la bestia durante este período de reclusión, muestra según algunos autores, un vínculo entre la familia Chastel y la bestia.

### El lobo de Chazes

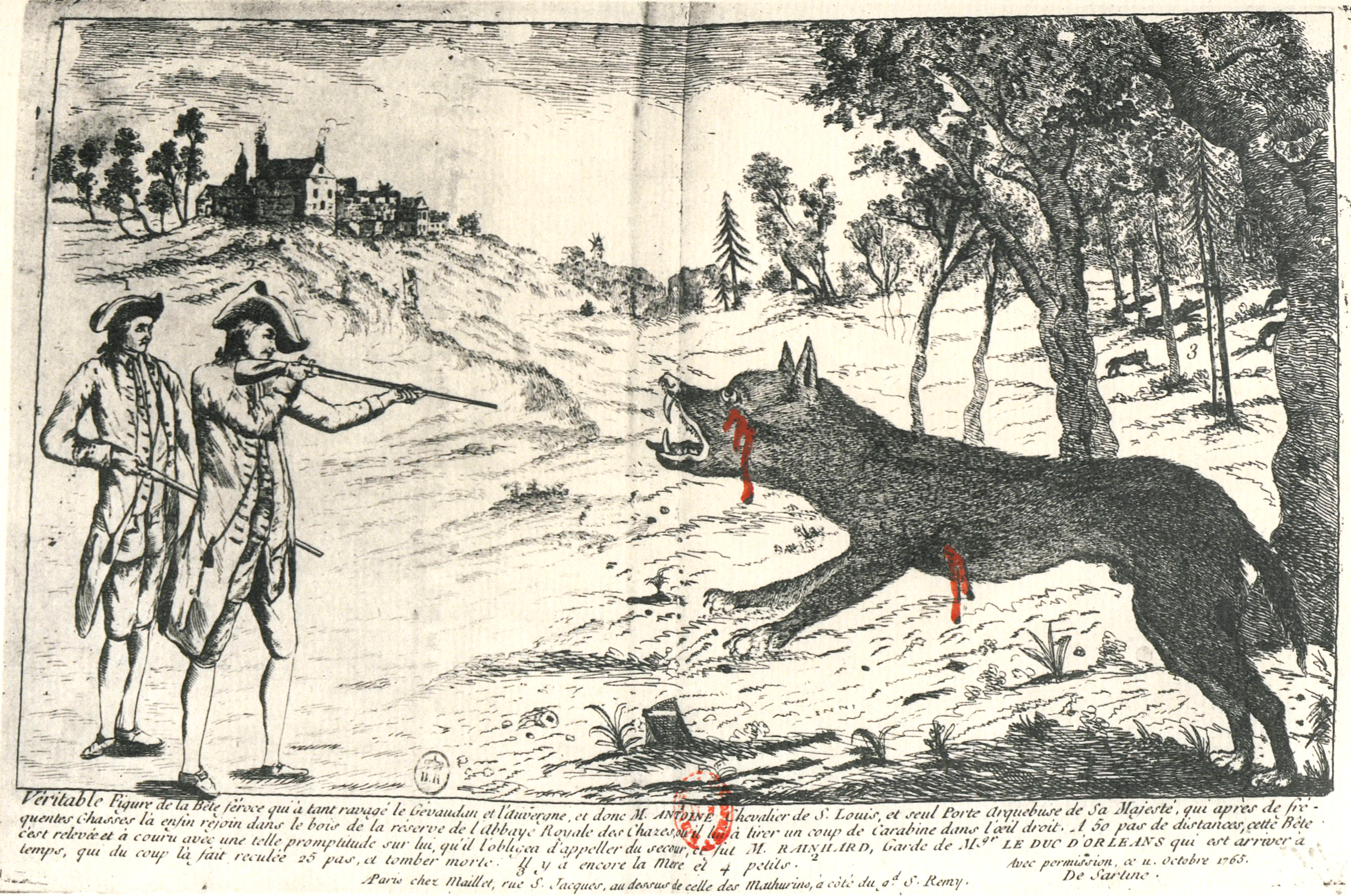
François Antoine durante la cacería de Chazes. Cuivre chez Maillet à Paris, sans date.

Durante la segunda quincena del mes de septiembre, el 20 o 21, François Antoine es advertido de que un gran lobo, tal vez la bestia, anda merodeando cerca del bosque de las damas de la Abadía de Chazes, cerca de St. Julien-des-Chazes. A pesar de que la bestia nunca había estado en ese lado del río Allier, Antoine decide dirigirse allí. Rodearon el área del bosque de manzanos, con la ayuda de 40 tiradores de Langeac. Y fue él, François Antoine, el que elimina al animal, el cual se encontraba a 50 pasos de él. Dispara y la bestia cae, se levanta y lo ataca. El guardia Rinchard, que estaba cerca, tira a su alrededor y derriba al animal. Según los escritos de François Antoine, este animal no era más que un lobo de gran tamaño que pesaría unas 130 libras. A continuación, lo transportaron a Saugues, en donde sería diseccionado por el Sr. Baker, un cirujano de la ciudad. Según el informe oficial, varios testigos confirmaron que este fue el animal que los atacó. Entre los testigos estaban Marie-Jeanne Valet y su hermana.

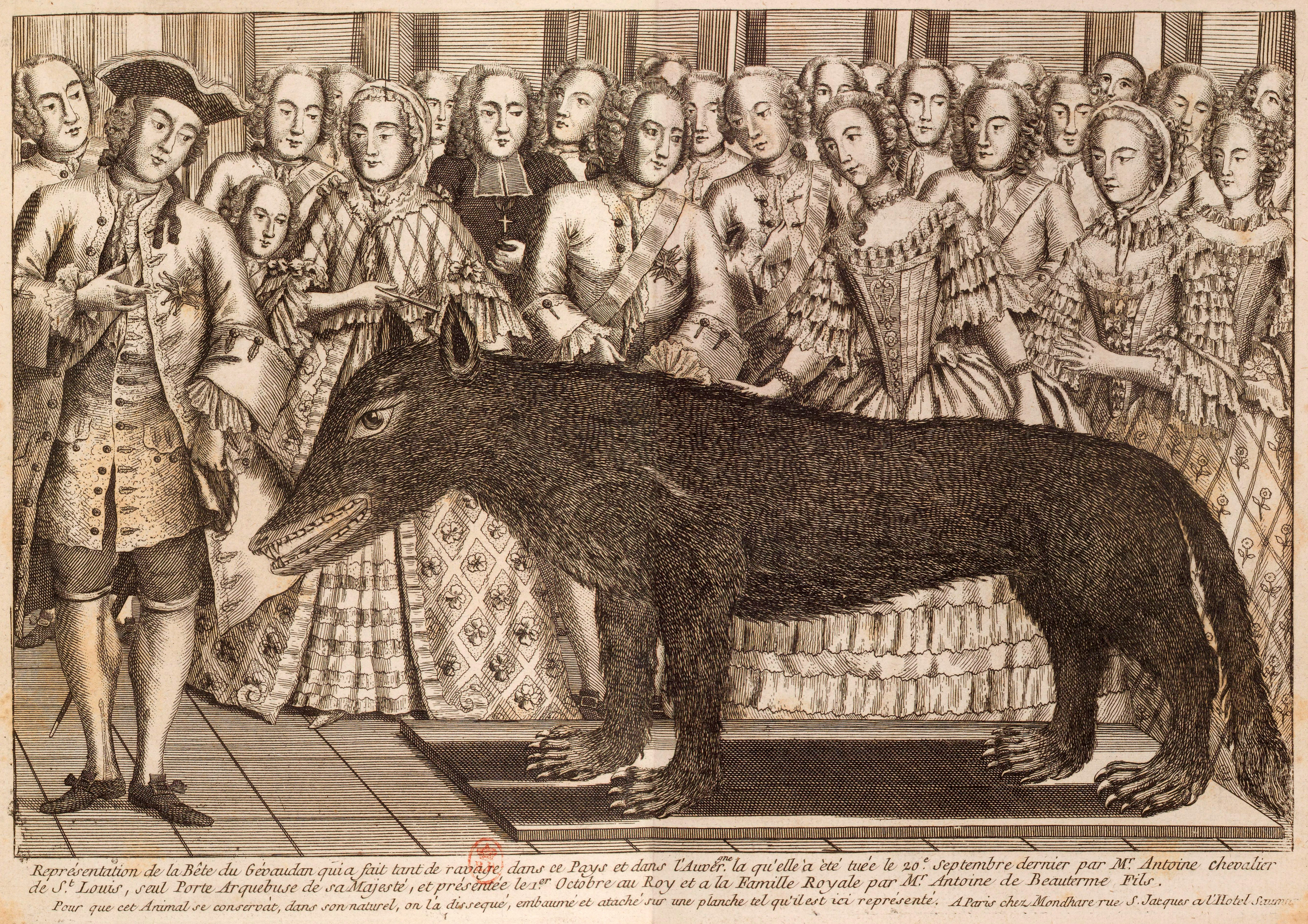
Presentación del cadáver de la Bestia por François Antoine ante la corte del rey Luis XV. Chez Mandare.

Casi inmediatamente después de la redacción del informe judicial, Antoine de Beauterne, el hijo, carga el animal en su caballo para ir a París. Sin embargo, paso por Saint-Flour para mostrárselo al señor Montluc. Llegó a Clermont-Ferrand en la noche. Allí hizo disecar el animal. El 27 de septiembre, Antoine de Beauterne dejó Clermont y con el animal llegó a Versalles el 1 de octubre. El animal fue expuesto en los jardines del Rey. Mientras tanto, François Antoine y sus guardabosques se quedaron en Auvernia y continuaron con la caza en los bosques y en los alrededores de la abadía real de Chazes, lugar en donde una loba y sus cachorros habían sido reportados. El último de estos cachorros fue muerto el 19 de octubre. François Antoine y aquellos que lo acompañaban partieron de la región el 3 de noviembre.
Oficialmente, la bestia de Gévaudan está muerta, asesinada por el porta – arcabuz del Rey, François Antoine. Poco importaban los eventos siguientes, igualmente el lobo de Chazes era reconocido como la bestia. Esto se confirmó en 1770 cuando François Antoine fue visto, portando un lobo moribundo, que simbolizó la bestia.

### Nuevos ataques

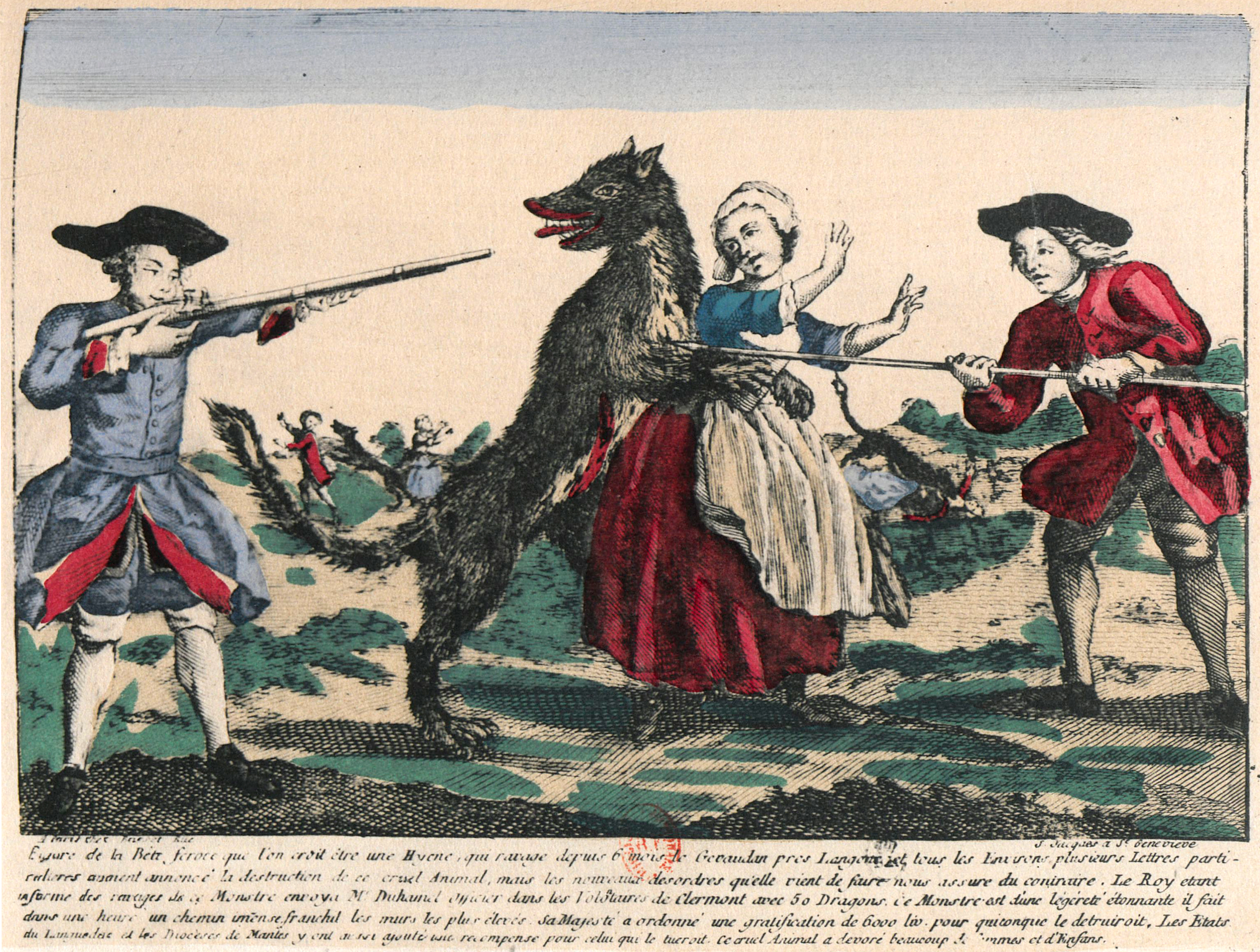
Grabado de la bestia atacando a una mujer.

El mes de noviembre se desarrolló, sin ningún ataque detectado. El pueblo comenzó a considerar que en realidad Antoine había acabado con el animal que había estado aterrorizando al país. En una carta fechada del 26 de noviembre, Lafont también indica al intendente de Languedoc: "No se oye hablar de nada relacionado con la bestia". Pero pronto, los rumores comenzaban a relatar los ataques presuntamente cometidos por la bestia entre Lorcières y Saugues. Estos ataques son esporádicos hasta principios de 1766, y tanto Lafont como la gente no sabían si atribuir estos males a la bestia o a los lobos. Sin embargo, el 1 de enero, el señor de Montluc, en una carta al intendente de Auvernia, parece convencido de que la bestia ha reaparecido. Esto alerta al rey, pero él no quiere oír hablar de esta bestia, a la cual según su arcabuz, ya estaba muerta. A partir de ese momento, los periódicos comenzaron a dar informes de más ataques ocurridos en Gévaudan o al sur de la región de Auvernia.
El 24 de marzo, los administradores de Gévaudan se encontraban en la ciudad de Mende. Etienne Lafont y el joven marqués de Apcher (defensor de envenenar a los cadáveres de los perros y llevarlos a los pasajes habituales de la bestia). Los ataques también se incrementaron durante el mes de marzo y los Señores del país, se dieron cuenta de que su salvación no provendría de la corte. La bestia, parece que ya no había ganado tanto terreno como antes. En efecto, ella se fija en la región de las tres montañas: el Monte Mouchet, Monte Grand y el Monte Chauvet. Estos tres picos están separados por unos 15 kilómetros el uno del otro.
Las medidas adoptadas son ineficaces. Pese a que las pequeñas batidas estuvieron bien organizadas, esto fue en vano. La bestia continuó sus ataques durante todo el año 1766. Sin embargo, parece que su procedimiento había cambiado un poco, era menos audaz y más cautelosa. En cualquier caso, eso es lo que se encuentra escrito en varias cartas, como las del cura de Lorcières, canónigo de Ollier, dirigidas al administrador Étienne Lafont.

### La bestia de Chastel

Monumento en honor a Jean Chastel en su ciudad natal de La Besseyre-Saint-Mary.

A principios del año 1767, se siente una ligera pausa en los ataques. Pero en la primavera de este mismo año, los ataques se recrudecen. La gente entre tanta incertidumbre no hace otra cosa más que rezar. Mientras tanto los peregrinajes se multiplican, principalmente hacia Notre Dame de Beaulieu y Notre Dame De Estours. Un hecho conocido sucedió a principios del mes de junio, según la leyenda, Jean Chastel hizo bendecir tres balas, que luego fueron fundidas en medallas para el sombrero de la Virgen María.
El 18 de junio, se informa que el Marqués de Apcher, había visto el día anterior a la bestia cerca de las parroquias de Nozeyrolles y Desges. La víctima, Jeanne Bastide de 19 años en la ciudad de Lesbinières. El marqués decide llevar a cabo un golpe en esta región, el monte Monte Mouchet en el bosque de la Ténazeire, el 19 de junio. Varios vecinos se ofrecen como voluntarios para acompañarlo, entre ellos Jean Chastel, cazador de muy buena reputación.
El último caso se dio en un lugar conocido como sogne d'Auvers, el animal fue visto en un cruce de caminos, y recibió un disparo en el hombro. Rápidamente, los perros del marqués llegaron para tomar a la bestia.
A partir del disparo, la leyenda conserva el discurso de Pierre Pourcher que ha estado en su familia por generaciones: «Cuando llegó la bestia, Chastel recitó las Letanías de la Virgen María, las recordó muy bien, pero por un sentimiento de compasión y confianza con la Madre de Dios, el terminó sus oraciones luego cerró su libro, guardó sus lentes en su bolsillo y tomó el arma y mató en un instante a la bestia».
Ocho días después de que Jean Chastel hubiera matado a la bestia, según varios testimonios, el 25 de junio, un lobo había sido visto, el cual fue muerto por Jean Terrisse, cazador del monseñor de Tour d'Auvergne. Recibió cerca de 48 libras de gratificación.

### El destino de la bestia
La bestia fue llevada al castillo de Besque, en Charraix, residencia del Marqués de Apcher. El notario Marin establece un informe muy preciso de las dimensiones del animal. Lo acompaña el señor Boulanger, cirujano de Saugues, y sus hijos, junto con el médico de Agulhon de la Mothe. La bestia es disecada por Boulanger y a su vez expuesta en el castillo de Besque. Al Marqués de Apcher no le molestaron los prodigiosos gastos hechos para recibir a la multitud que se congregó para ver a la bestia. Numerosos testimonios de víctimas atacadas también se inscribieron en el informe de Marin. La bestia estuvo un largo tiempo en Besque (doce días). El Marqués solicita a un sirviente llamado Gilbert que la lleve a Versalles para mostrársela al Rey. Enseguida, los escritos del cura Poucher confirman que Jean Chastel efectivamente fue de viaje. Sin embargo, varios estudios durante el año 2010 afirman que el sirviente Gilbert efectivamente había llevado a la bestia a París, pero no existen pruebas de que Chastel haya viajado igualmente.
Al llegar a Versalles, el animal estaba en un estado de putrefacción avanzado. Boulanger había sido el encargado de vaciar las entrañas y reemplazarlas con paja. El largo trayecto y el calor de agosto no favorecieron a la conservación del cuerpo. En el momento en que Chastel (o Gilbert) pidieron una entrevista con el rey para presentarle a la bestia, esta petición fue cancelada debido al estado del animal. Es entonces cuando Georges-Louis Leclerc de Buffon en persona decide examinar a la bestia y concluye que se trataba de un lobo de gran tamaño. Posteriormente, la bestia es enterrada en los jardines sin nada para preservarla. No ha quedado rastro de lo que Buffon haya podido escribir sobre la bestia. En una reunión efectuada el 9 de septiembre, los estados particulares de Gévaudan otorgaron a Jean Chastel una modesta recompensa por el valor de 72 libras.

## Complementos históricos

### Ubicación
La bestia causó estragos principalmente en el país de Gévaudan, cuyos límites son esencialmente los mismos que los del actual departamento de Lozère. Igualmente, fue vista en Velay (Haute-Loire), Haute-Auvergne (Cantal), y Rouergue (Aveyron). Considerando la división administrativa de los años 2000, la bestia se habría cobrado cerca de 80 víctimas en la región de Auvernia y más de 70 en Languedoc-Roussillon. A nivel de departamentos, Lozère fue el más afectado con más de 70 víctimas, por delante del Haute-Loire que acumula más de 60. Los poblados de Saugues, Pinols y Malzieu son los que presentan mayor número de víctimas con 34, 23 y 22 personas respectivamente.
Desde el punto de vista geográfico, la bestia estuvo presente mayoritariamente en las montañas de Margeride, y en ciertas ocasiones en los montes de l'Aubrac. Primeramente, causó estragos al este de Gévaudan, hacia Langogne y el bosque de Mercoire, antes de migrar hacia Margeride y la zona de los Tres Montes: el monte Chauvet, Montgrand y el monte Mouchet.
En el siglo siglo XVIII, el medio ambiente de Gévaudan estaba constituido por valles y montañas boscosas. Sin embargo existen en Margeride, numerosas turberas (también llamadas «sagnes» o «molières» ) donde la movilidad es difícil. Es por eso que las ciudades se encontraban dispersas, y con infraestructura limitada para construir vías de acceso.
En cuanto al clima, no era extraño que el invierno sea muy largo. De hecho, las primeras nevadas podían ya ocurrir en septiembre, y la temporada invernal podía durar hasta el mes de mayo.

### Registro cronológico
| Fecha                 | Gévaudan o Auvergne                                                 | Francia                                                 |
| --------------------- | ------------------------------------------------------------------- | ------------------------------------------------------- |
| 1715                  | Fin de la guerra de los camisards                                   | Muerte de Luis XIV                                      |
| 25 de octubre 1722    | -                                                                   | Fin de la Regencia, Luis XV alcanza la mayoría de edad. |
| 1723                  | Gabriel-Florent de Choiseul-Beaupré se convierte en obispo de Mende | -                                                       |
| 1756-1763             | -                                                                   | Guerra de los Siete Años                                |
| Abril-mayo 1764       | Primeros ataques de un animal salvaje                               | -                                                       |
| 30 de junio 1764      | Jeanne Boulet es la primera víctima oficial de la bestia            | -                                                       |
| 15 de septiembre 1764 | Comienzo de las cacerías de Duhamel                                 | -                                                       |
| 2 de noviembre 1764   | Duhamel se instala en Saint-Chély                                   | -                                                       |
| 31 de diciembre 1764  | Carta Pastoral del Obispo                                           | -                                                       |
| 12 de enero 1765      | La Lucha de Portefaix                                               | -                                                       |
| Marzo 1765            | Llegada de Denneval                                                 | -                                                       |
| 8 de junio 1765       | -                                                                   | François Antoine deja París por Gévaudan                |
| 22 de junio 1765      | François Antoine se instala en Malzieu                              | -                                                       |
| 18 de julio 1765      | Los Denneval dejan Gévaudan                                         | -                                                       |
| 11 de agosto 1765     | Lucha de Marie-Jeanne Valet                                         | -                                                       |
| 16 de agosto 1765     | Jean, Pierre y Antoine Chastel son encarcelados                     | -                                                       |
| 21 de septiembre 1765 | El lobo de Chazes es abatido por François Antoine                   | -                                                       |
| 1 de octubre 1765     | -                                                                   | Antoine de Beauterne presenta la bestia al Rey          |
| 3 de noviembre 1765   | François Antoine deja Gévaudan                                      | -                                                       |
| 20 de diciembre 1765  | -                                                                   | Muerte del delfín Luis de Francia                       |
| 18 de junio 1767      | Jean Chastel caza a la bestia de Gévaudan en la sogne d'Auvers      | -                                                       |

### El informe de Marin
El 20 de junio de 1767, después de que Jean Chastel haya dado muerte al animal, el notario real Roch Étienne Marin redacta el informe de la autopsia de la bestia realizado en el castillo de Besque, propiedad del Marqués de Apcher, en la ciudad de Charraix (Haute-Loire). Este informe fue hallado en 1958, y ofrece cierta información sobre la naturaleza del animal. Aquí se muestra una parte de las dimensiones (teniendo como referencia que un pie es igual a 32,4, una pulgada mide 27mm y una línea tiene 2,25mm).
| Elemento                                                            | Tamaño en pulgadas / pies      | Equivalente actual |
| ------------------------------------------------------------------- | ------------------------------ | ------------------ |
| Longitud de la raíz de la cola hasta la parte superior de la cabeza | tres pies                      | 99cm               |
| Desde la parte superior de la cabeza hasta los ángulos de los ojos  | seis pulgadas                  | 16.2cm             |
| Ancho de una oreja a la otra                                        | siete pulgadas                 | 18.9cm             |
| Abertura de hocico                                                  | siete pulgadas                 | 18.9cm             |
| Anchura horizontal del cuello                                       | ocho pulgadas, seis líneas     | 23cm               |
| Anchura de hombros                                                  | once pulgadas                  | 29.7cm             |
| Ancho de la base de la cola                                         | ocho pulgadas, seis líneas     | 23cm               |
| Longitud de la cola                                                 | ocho pulgadas                  | 21.6cm             |
| Diámetro de la cola                                                 | tres pulgadas, seis líneas     | 9.5cm              |
| Longitud de la oreja                                                | cuatro pulgadas, seis líneas   | 12.2cm             |
| Anchura de la frente por debajo de las orejas                       | seis pulgadas                  | 16.2cm             |
| Longitud del húmero                                                 | ocho pulgadas, cuatro líneas   | 22.5cm             |
| Longitud del antebrazo                                              | ocho pulgadas                  | 21.6cm             |
| Longitud de la mandíbula                                            | seis pulgadas                  | 16.2cm             |
| Ancho de la nariz                                                   | una pulgada, seis líneas       | 4cm                |
| Longitud de la lengua                                               | catorce pulgadas desde la raíz | 37.9cm             |
| Ancho de los ojos                                                   | una pulgada, tres líneas       | 3.4cm              |
| Grosor de la cabeza                                                 | siete pulgadas                 | 18.9cm             |
| Patas traseras de la primera a la segunda articulación              | siete pulgadas, dos líneas     | 19.4cm             |
| Desde la segunda a la tercera articulación hasta las garras         | diez pulgadas                  | 27cm               |
| Ancho de las patas                                                  | cuatro pulgadas, seis líneas   | 12.2cm             |
| De la castaña (callosidad) al extremo de la pata                    | seis pulgadas                  | 16.2cm             |

(la leyenda describe el peso del animal como superior a los 50 kg.)
Además, este informe muestra detalles sobre las fauces del animal. Así se puede notar que la mandíbula superior tiene 14 dientes, 6 incisivos, 2 colmillos y 6 molares. La mandíbula inferior se compone de 22 dientes: 12 incisivos y 10 molares. Esta fórmula dental no tiene equivocaciones: se trata de un cánido. Se incluyen también varios testimonios de personas que han visto al animal, así como también de heridas y cicatrices de las víctimas.

### Estadísticas
Las estadísticas suelen variar según los autores y el periodo donde fueron escritos. Sin embargo, deben ser conocidas por varias razones. En primer lugar no hay evidencia de que todas las víctimas calificadas como oficiales sean realmente atribuidas a la bestia. Las muertes de algunas personas pudieron ser atribuidas a la bestia sin comprobación. Por otro lado, tras la orden del obispo, en algunos registros de entierro no se incluyó información que indicara que el asesinato fue obra de la bestia, porque de ser así eso era considerado como pecado. Del mismo modo, luego de la salida de François Antoine, las fuentes son menos frecuentes.
Las fuentes calificadas como oficiales indican que un poco más de 80 personas fueron asesinadas. Igualmente se informa de una treintena de personas heridas y otras cincuenta que fueron atacadas.
Parece exacto el hecho de que la bestia no registró muertes entre adultos varones, ni tampoco tenía preferencia entre mujeres y hombres. Sin embargo, atacó con más frecuencia a niños que a personas adultas. En efecto, estos últimos eran los que se encargaban de cuidar el ganado en los pastizales y por lo tanto, eran los más expuestos a los ataques.

### Características de la bestia

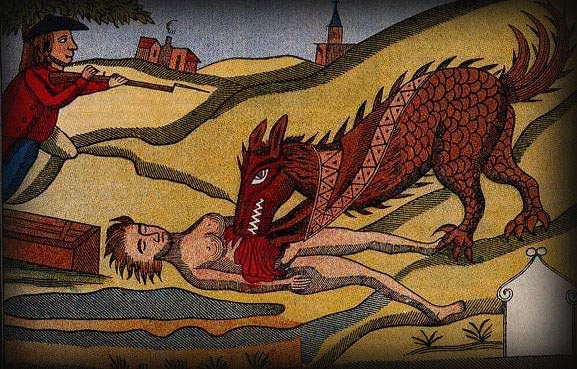
Grabado del, representando a la bestia devorando a una mujer.

Si la historia de la bestia de Gévaudan continúa siendo contada después de los acontecimientos y su desaparición, es porque posee muchos misterios.
Principalmente, su naturaleza morfológica. De hecho, ninguno de los animales capturados por François Antoine o Jean Chastel fueron conservados. Si nos atenemos al informe de Marin, podría referirse a la descripción de un perro, pero de aspecto poco habitual. De todas formas, muchos testigos, campesinos acostumbrados a ver lobos en sus campos, no reconocieron a este animal como un lobo, sino que lo denominaron directamente con el término bestia, "la bête" en lengua occitana.
En segundo lugar, muchos relatos sugieren una relativa invulnerabilidad de esta bestia. La ineficacia de las armas alimentó la teoría de que la bestia tenía una piel de jabalí como coraza, como los perros que fueron utilizados en la guerra hasta comienzos del siglo XIX. Muchos relatos indican que la bestia fue herida por una o más balas disparadas por los cazadores de buena reputación, pero aun así continuaba de pie. Los testimonios atribuyen a la bestia el poder de estar en varios lugares al mismo tiempo. Había sido vista en un intervalo de tiempo en varios lugares con varios kilómetros de distancia entre uno y otro. Sin embargo, estas distancias pueden ser consideradas para un solo animal.
Dos características de la bestia que llaman la atención son su familiaridad y su audacia. Un poco después de la salida de François Antoine, ya no parece alertarse ante la gente. Cuando la bestia se encuentra con la resistencia de una víctima o de sus acompañantes, se aleja "40 pasos", a veces se sentaba por unos momentos, y si no era perseguida, atacaba. La bestia podía o no alejarse de la escena del crimen. Muchas veces, las víctimas fueron atacadas en la ciudad y la mayor parte de testigos indicaban que los ataques tuvieron lugar a plena luz del día.
Por último la bestia era muy agresiva y ágil. Esta agresividad estaba caracterizada por el empeño que no siempre estaba impulsado por el hambre. Su agilidad se atribuye a la habilidad de saltar sobre las paredes, lo cual ningún perro normal puede hacer.

## Protagonistas

### La familia Chastel
La familia Chastel pasó a la historia por varias razones. En primer lugar, porque Jean Chastel fue la persona que mató a la bestia de Gévaudan. Pero también porque varios autores acusaron a los Chastel, incluyendo a Antoine, hijo de Jean, de haber domado y adiestrado a la bestia. Jean Chastel vivía en un pueblo de La Besseyre-Saint-Mary, y era conocido con el sobrenombre "de la masca" que significaba "(hijo) de la bruja". Sabía leer y escribir, lo demostraba firmando frecuentemente los registros. Con esas firmas consiguió su oficio. Aunque era una persona trabajadora, también gustaba de la taberna y la cerveza.
Dos hijos de Jean Chastel están relacionados con la historia de la bestia: Antoine y Pierre. Fueron encarcelados al mismo tiempo que su padre en agosto de 1765. Desde allí el escribe los libros de Abel Chevalley y Henri Pourrat, mientras Antoine vivió en el bosque de la Ténazeyre no muy lejos de donde se escondía la bestia, sin embargo este suceso no se cuenta en la leyenda, y no hay un escrito de esa época que lo afirme.·.

### La familia de Morangiès

Escudo de armas de los Molette de Morangiès.

La casa de la Molette de Morangiès es un pequeño señorío situado en Molette, hoy en día conocido como el pueblo de Prévenchères. Por otra parte pertenecía a Garde-Guérin. En 1410, Jean de Molette hereda el castillo y el señorío de Morangiès, cerca de Molette. En 1608, François de Molette de Morangiès se casa con Marie de Louet de Calvission, heredera del señorío de Saint-Alban. El 31 de diciembre de 1726, Pierre-Charles de la Molette de Morangiès desposa a Loiuse-Claudine de Guérin de Châteauneuf-Randon de Tournel. Esta unión permite a los Morangiès adquirir la baronía de Tournel, y el derecho de entrada a los estados de la región de Languedoc.
Se instala entonces en el castillo de Boy en Valdonnez, el cual posee una belleza notable. En 1741 compró por más de 20 000 libras una parte de la baronía de Canilhac, pero igualmente los derechos de entrada a los estados de Gévaudan y Languedoc que en ese entonces estaban asociados. Luego hizo que transfirieran el título de propiedad a Saint-Alban por decisión real.
Pierre-Charles de Molette se nombra Marqués de Morangiès, Conde de Saint-Alban, Barón y Señor de muchos lugares. En 1745 se distinguió en la batalla de Fontenoy, cuando era mariscal de brigada. Estos hechos le permiten recibir la cruz de caballero de Saint-Louis y es nombrado teniente general. Luego fue llevado como prisionero en la Guerra de los Siete Años, y resulta afectado por la desgracia del mariscal Soubise después de la derrota de Rossbach. Se retira entonces a un hotel particular en París, antes de regresar a Saint-Alban. En 1765 el obispo de Mende le informa que el rey le devuelve su confianza.
Tuvo cuatro hijos y dos hijas. Uno de ellos formó parte de la historia de la bestia de Gévaudan. Se trata de Jean-François-Charles, conde de Monrangiès. Nació el 22 de febrero de 1728 en el castillo de Boy. A sus 14 años, fue mosquetero del rey. Fue coronel del regimiento de infantería de Languedoc durante la batalla de Minorque en 1756. Entre otras cosas también fue nombrado gobernador de Minorque por el mariscal de Richelieu. Permaneció allí hasta 1763. En 1753 contrajo matrimonio con Marie-Paule-Thérèse de Beauvilliers de Saint-Aignan, hija de un duque, con quien tuvo dos hijos.

### La familia de Apchier

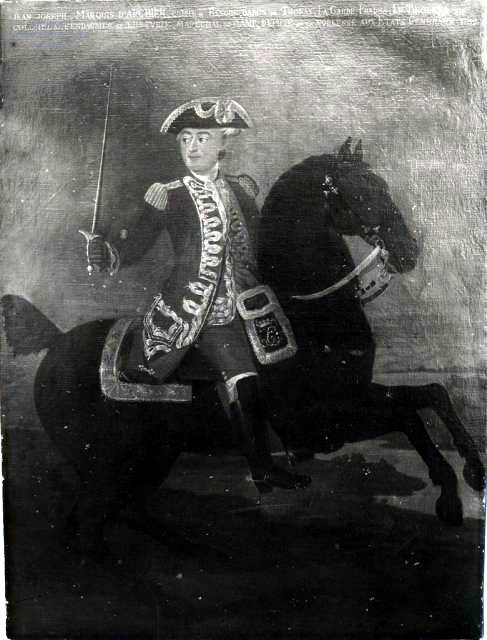
El Marqués de Apchier.

La baronía de Apchier es una de las ocho baronías de Gévaudan, las cuales daban derecho de entrada a los estados particulares de Gévaudan, e igualmente, los alrededores de los estados de Languedoc. Esta baronía está situada, desde el siglo XX, entre Bes y Truyère; llega a obtener poder cuando Garin de Châteaunef-Randon, co-señor con su hermano Odilon de la baronía de Châteaunef-Randon, desposa a Alix de Apchier, heredera de la baronía. El castillo principal de la baronía se encuentra ahora en el pueblo de Apcher, hoy conocida como el pueblo de Prunière en Lozère.
En 1638, la heredera de la baronía es Marguerite, esposa de François de Crussol, duque de Uzès. Su nieto, Charles de Crussol, vende la propiedad para pagar sus deudas. Fue Pierre Bouniol, juez general del "condado de Apchier" quien compra la mayor parte de la baronía. Luego vuelve a venderla con el derecho de entrada a los estados de Gévaudan, entre 1717 y 1719 al Marqués de Roquelaure, Emmanuel de Besuéjouls.
En 1764, el Marqués de Apcher es Jean-Joseph. Nació el 3 de junio de 1745 en el castillo de Besque. Es hijo de Joseph de Randon y Henriette de la Rochefoucauld. En 1765 tenía 20 años cuando poco a poco toma la delantera en la caza contra la bestia de Gévaudan. Fue él quien organizó el grupo de búsqueda del 19 de junio de 1767, donde Jean Chastel derrotó a la bestia.

### El Cuerpo Eclesiástico

#### Gabriel-Florent de Choiseul-Beaupré

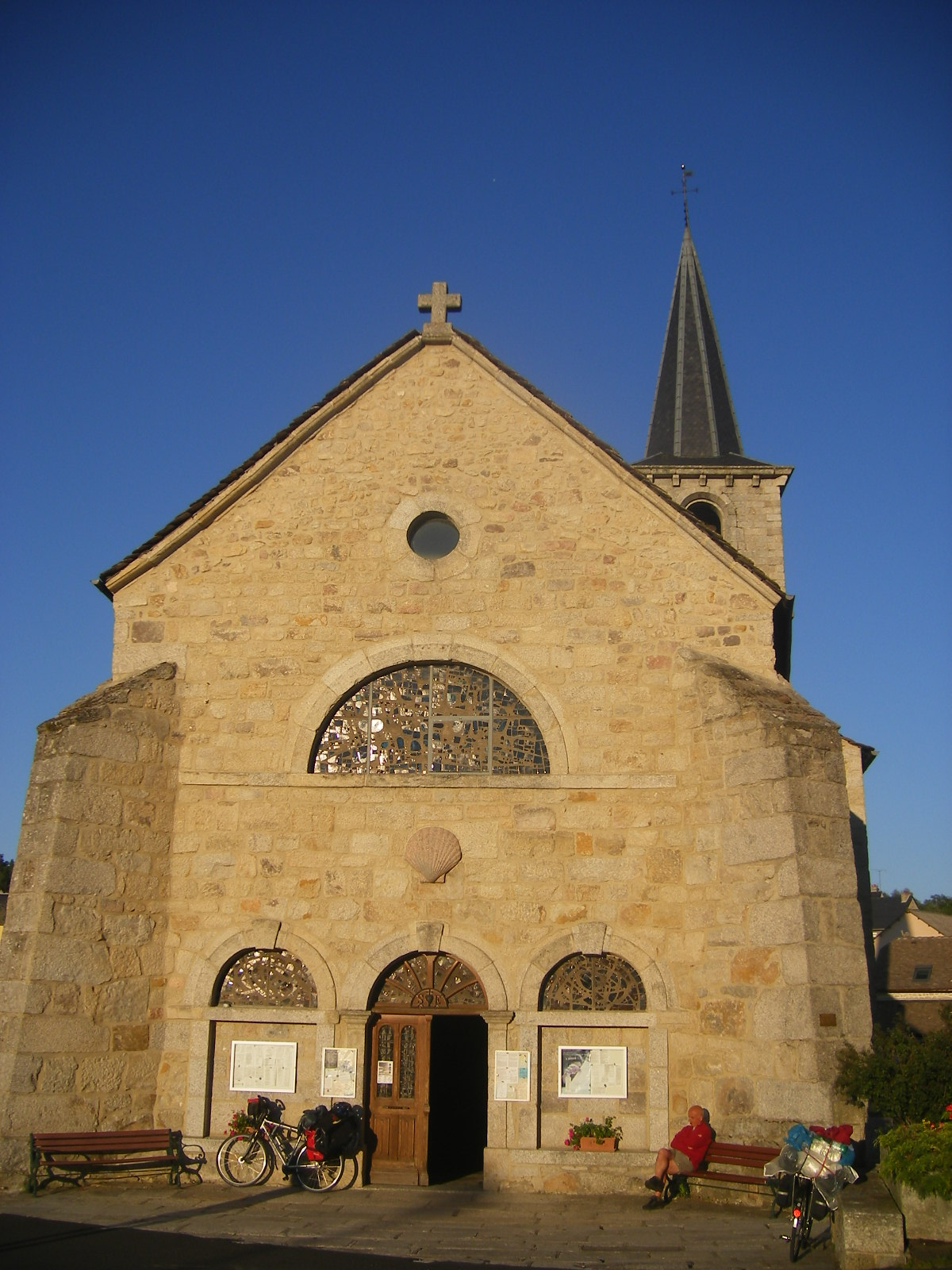
Iglesia de Aumont-Aubrac.

Gabriel-Florent de Choiseul-Beaupré fue obispo de Mende, y consecuentemente, conde de Gévaudan desde 1723. Proviene de la familia de Choiseul, y durante su episcopado sus primos César Gabriel de Choiseul-Praslin y Étiene François de Choiseul se ocuparon de puestos de alto rango en el reino. Él buscaba continuamente cuidar de los habitantes de Gévaudan. Pero no dudó en criticar sus costumbres desde su mandato hasta la posteridad. Fue también él quien decidió retirar Saint Sévérien de la lista de obispados de Mende, lo cual es tomado por el cura Pourcher para describir a la bestia como "el azote de Dios".

#### El padre Trocellier
El padre Trocellier, cura de Aumont-Aubrac, organizó numerosas batidas en su parroquia y más allá. Igualmente, fue testigo ocular de la bestia, a la que había descrito en cartas de forma múltiple. Él escribió también que "... la bestia se levanta sobre sus patas traseras, y en esta posición expone sus patas delanteras, por lo que consigue la estatura de un hombre promedio". Esta habilidad de pararse en dos patas evoca la idea de un mandril, para determinar a que animal corresponde la apariencia de la bestia, escrita en una carta dirigida al fiducidiario Lafont. Él grabó sus impresiones en el registro parroquial y diseñó también un retrato de la bestia.

### El Cuerpo Administrativo

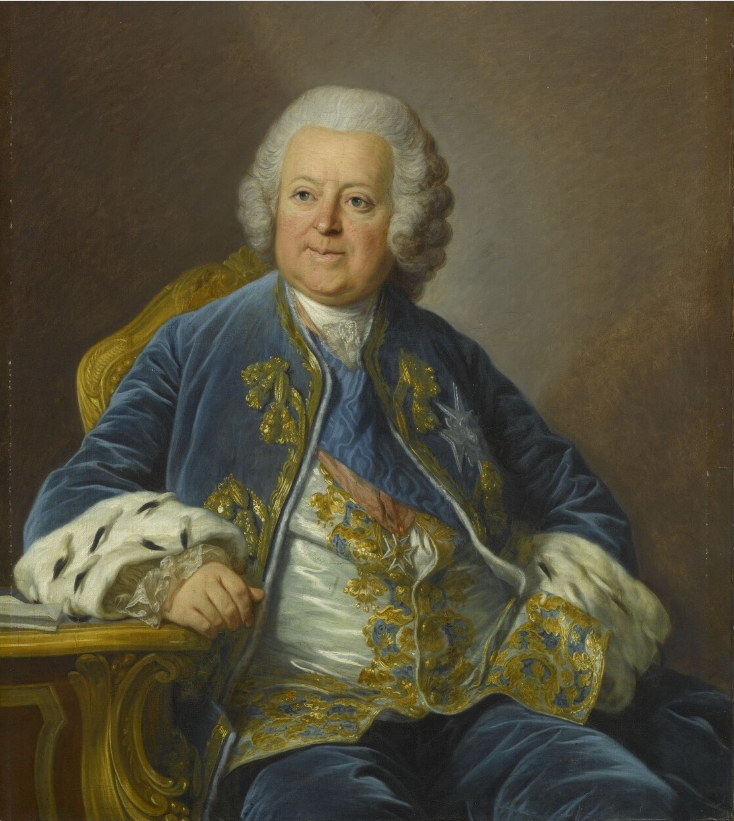
El conde de Saint-Florentin.

El Conde de San Florentin: Louis Phélypeaux de San Florentin fue un ministro del rey II. Fue un interlocutor privilegiado de correspondencias entre los gentiles hombres de Gévaudan y la corte del rey.
El Señor de l'Averdy: como el conde de San Florentin, Clemente de l´Averdy fue un ministro del rey, interventor general de finanzas e intervino en una correspondencia con Gévaudan.

### Los cazadores
Capitán Duhamel: Jean Baptiste Lois Francois Boulanger, señor de Duhamel, teniente del régimen de “Cambis“ a partir de 1747. En 1756 y hasta 1758 formó parte de un regimiento del “Royal Roussillon Cavalerie”. Después estuvo encargado como ayuda superior del batallón del regimiento de voluntarios de Clermont-Price. En el año 1758 obtiene el grado de capitán. Mandaba un batallón de “Dragones“ en 1760. Los primeros ataques de la bestia fueron en 1764, adonde comandó sus tropas en la región de Langogne.
Señor Denneval: Jean Charles Marc Antoine Vaumes d´Enneval, algunas veces nombrado Martín, nació en 1703. Fue un gran cazador de lobos en Normandía hasta 1769. Fue a Gévaudan con Jean Francois.
Antoine de Beauterne: Francois Antoiné, nacido alrededor de 1695, fue portador arcabucero del rey Luis XV, teniente de cacerías e inspector del bosque de la capitanía de San Germán en Laye. Fue igualmente un gran jefe de loberos del reino y caballero de la orden de San Luis.
Fue a Gévaudan con su tercer hijo, Robert Francois Antoine de Beauterne, quien había nacido el 26 de junio de 1748 y era portador de arcabuz sucesor y guardia civil del rey. Este fue el último que tuvo el nombre de ”Beauterne”, independientemente de cualquier heredero familiar.
Ellos fueron asistentes junto al guardia Lacoste, los guardias civiles de la capitanía real de San Ferman Pélissier, «Régnault y Dumoulin», los guardias civiles a caballo de “Duc d´Orléans“, Lacour y Rinchard y los guardias de “Duc de Penthiévre”.

## Teorías

### La plaga de Dios
El término de “fléau“ es empleado desde 1765 por monseñor de Choiseul-Beaupré en su mandato: La plaga extraordinaria es una plaga que no son partículas y que no porta con carácter sorprendente y si es visible de la cólera de Dios. La bestia no es un lobo, ni cualquier animal conocido, pero es una bestia única enviada por Dios para castigo a la gente de sus pecados. Esta teoría es de un lugar que considera como la primera historia de la bestia, el cura Pierre Poucher. Éste nació en Mazet, cerca de Julianges. El cura estuvo en Saint Martin de Boubaux y estampó por sí mismo los libros que escribió. Para él, esta plaga fue enviada por Dios, principalmente a causa de la desaparición de “Sévérien” de la lista de Obispos de Mende. “Sévérien”, quien había sido discípulo de “Martiel de Limoges“ por mucho tiempo fue considerado como el evangelizador de Gévaudan en el transcurso del siglo III.
Sin embargo, él pudo de esta hacer una buena o mala interpretación de textos quien hizo confundir a “Sévérien de Gabala“ en “Syrie“ con Sévérien del país de Gabales. Por esta razón es que el obispo Gabriel Florent fue desclasificado de la lista de Obispos en 1763, poco después de los primeros ataques.

### Uno o más lobos

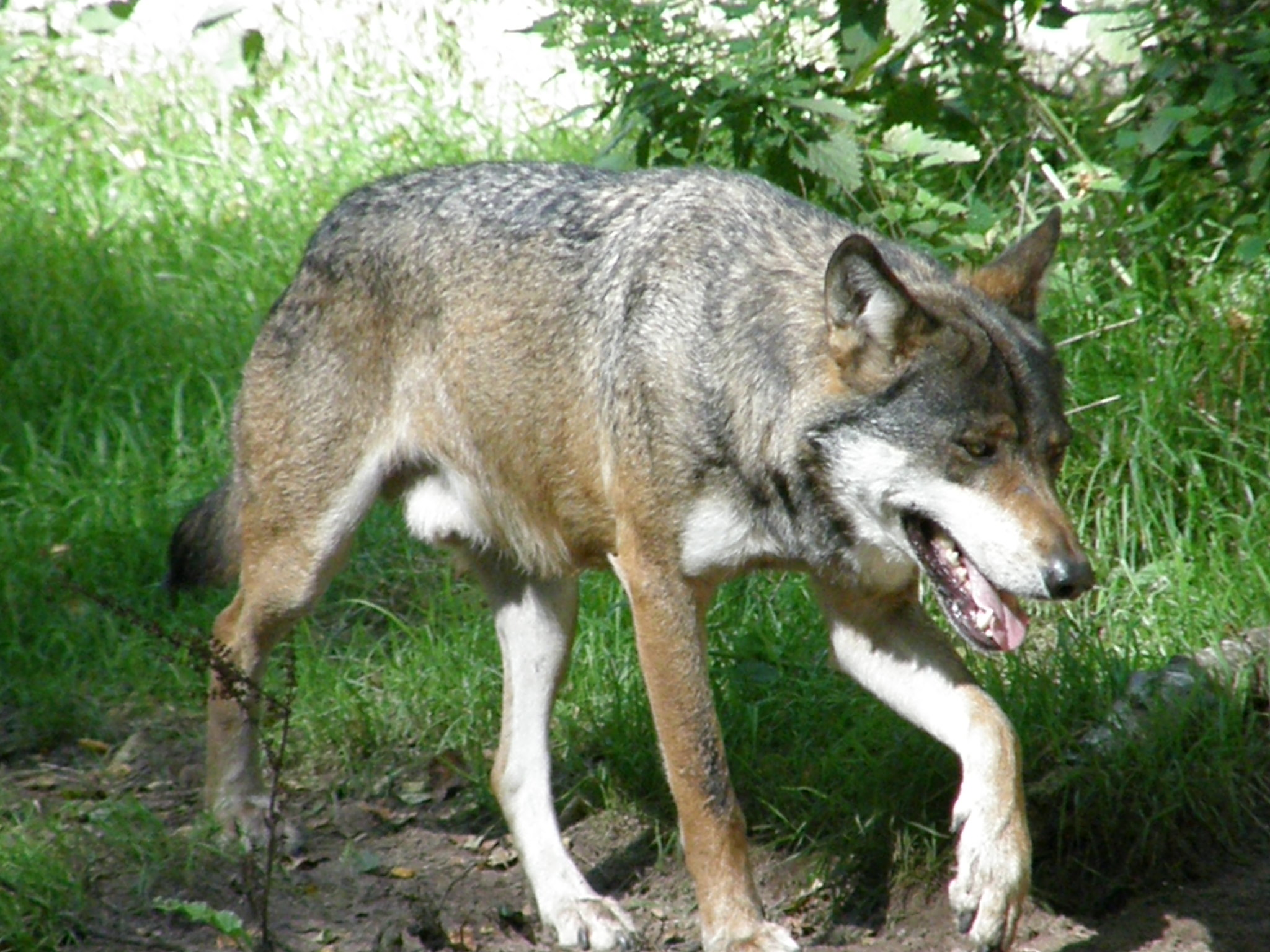
Un lobo.

Para el señor de Buffon, a propósito tanto del animal muerto por François Antoine, como el de Jean Chastel, todos los animales matados durante las cacerías eran lobos.
La teoría de lobos antropófagos evoca una familia de lobos, que desde los años 1760 serían tres. Estos tres lobos, según el obispo Xavier Pic, habían sido cazados por los hermanos Marlet de la Chaumette. Jacques de Bayac llegó a una conclusión similar, la misma posibilidad de la presencia de cuatro lobos. Guy Crouzet y el canónigo Felix Buffière son mucho menos precisos sobre su número, pero concluyen igualmente en la "culpabilidad" de varios lobos. La teoría de los lobos se basaría en que estarían sometidos a la bestia y contraerían la enfermedad de la rabia, que había provocado la muerte del animal en algunos meses.
Una de las primeras teorías, avanzó en el momento de los acontecimientos, que quien vio a la bestia la calificó de animal exótico. El contenido de la evocación en efecto fue: Una bestia feroz, desconocida en el ambiente. El animal con más frecuencia considerado sería la hiena que se escapó de la famosa feria de Beaucaire. Guy Crouzet la evocó con prudencia, además de que Gérard Mématory emitió la hipótesis de que esta hiena había estado acompañada, asociando al animal exótico con la intervención humana.
Para corroborar la hipótesis de la hiena es que ésta aparece en un pequeño fascículo que se publicó en 1819 y que lo vendió a un jardinero. Este fascículo evocó a una hiena traída de oriente: Un animal feroz e indomable, parecido a un lobo. Habita en Egipto, recorrió las tumbas para arrancar los cadáveres, en el día ataca a los hombres, mujeres y niños, los devora. Lleva una melena sobre su espalda. Ésta es de la misma especie que la que vieron en el gabinete de historia natural y quien devoró en Gévaudan a una gran cantidad de personas.

### Teoría de un sádico loco

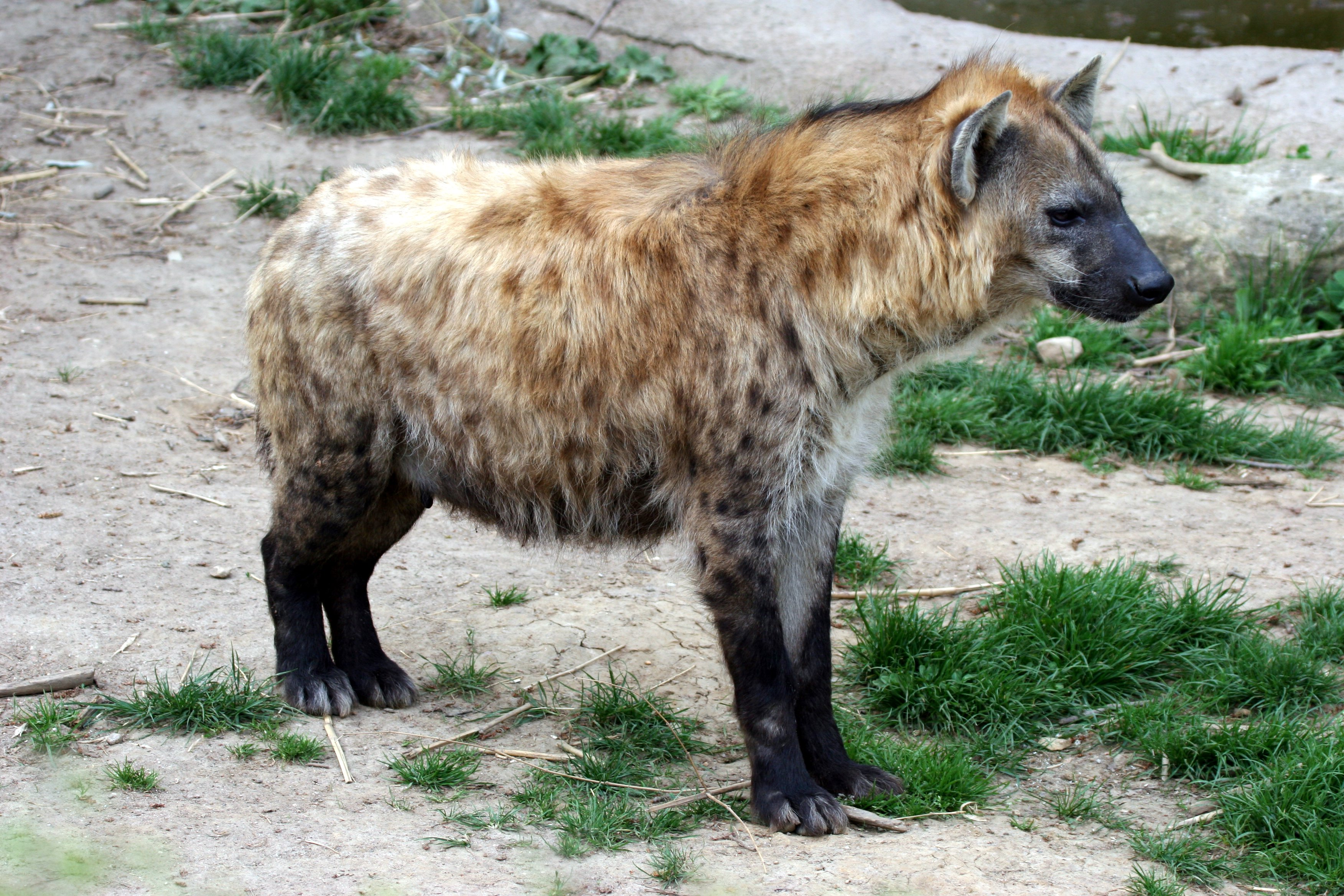
Una hiena.

El doctor Puech, profesor catedrático de la universidad de medicina de Montpellier avanzó de este hipótesis en 1910. Según él, los cadáveres abandonados por el sádico habían sido luego comidos por los lobos. Es la presencia de misteriosos recubiertos de piel de lobos quienes estuvieron entrenados por el miedo y la acusación de un tonto.
El término sádico, se relaciona en una escena de ciertos asesinatos, donde las cabezas fueron encontradas cortadas y los niños desnudos. Es decir fueron atacados por la bestia, muchos niños fueron encontrados desnudos, lejos de su vivienda, dispersos. Se puede hacer referencia, por ejemplo, a una carta de Lafont a Saint-Priest:

La madre, no es indicado no volver de nuevo, estuvo en este prado donde encontró los zuecos del niño sobre el camino. Se fue a informar a su marido que, con la gente del pueblo, corrió toda la noche para hacer investigaciones y se encontraron a la punta del día sus ropas en un campo con un pedazo de la camisa pero nunca pudo descubrir el cadáver. El 25 por noche, encontraron el cadáver, el cual estaba totalmente desnudo.

Las artimañas similares son descritas por Antoine de Beauterne en el proceso verbal regido el 9 de septiembre de 1765.

Una muchacha de 12 años fue hallada ayer por la noche, en la Vachèlerie de Paulhac, encontramos una parte de la prenda de vestir totalmente rasgada y junto a ella un gran derramamiento de sangre. Más arriba se encontró una parte de sus enaguas totalmente deterioradas por los pliegues. Mucho más arriba, en el brezal, se encontró el cadáver de esta muchacha.

Esta hipótesis responde de igual forma sobre los muchos casos de decapitaciones. Según el autor Michael Louis: "Es una aberración creer que un animal decapite a sus víctimas. Desde un punto de vista nutricional, la cabeza de un hombre no sería una de las partes más interesantes". Un total de 14 víctimas fueron encontradas decapitadas, entre éstas, la joven Agnés Mourgues:

El 21 de diciembre de 1765, una muchacha de 11 años, Agnès Mourgues de Marcillac, fue degollada y devorada. Se encontró allí su ropa en pedazos y su pequeño cuerpo desnudo, como si ella acabase de nacer y terriblemente mutilada: la cabeza desatada en seis, el cuello, los hombros, el pecho devorados, así como la pantorrilla de una pierna"

Cabe recalcar que ningún escrito relata que un habitante de Gévaudan haya visto a la bestia decapitar una de sus víctimas. Según Gérard Ménatory, los casos de degollamiento humano por los animales existen. Pero ningún caso de decapitación puede ser revelado. Ni la mandíbula de un lobo sería suficiente para hacer esto.
Esta hipótesis tuvo una repetición pero no implica más que a uno, máximo dos personas.

### Intervención humana o complot
Abel Chevalley y Henri Pourrat popularizaron la teoría según la cual la bestia de Gévaudan es un animal que mató, acompañado de muchos humanos. Un noble descarriado de la región, Jean-François-Charles de Morangiès y un campesino solitario llamado Antoine Chastel, son las siguientes personas designadas como domadores. Abel vio a la bestia una mañana y una hiena del África con Antoine, el último hijo que tuvo como cómplice.
Para Henri es lo mismo quien adiestró a la bestia, cubierto por su padre, quien finalmente derribó al animal.
Raymond-Francis Dubois va un poco más lejos de esta pista. En defensor de los lobos, el acusa a un perro. Este perro, fue adiestrado para la guerra como existía en el siglo XVI, estuvo cubierto de un blindaje. La piel de jabalí, muy recia, tupida y apretado, habría podido constituir una protección eficaz contra las balas. Es ahí donde Antoine Chastel quien habría elevado y guiado a este animal, siguiendo órdenes de un noble del país. Michel Louis, fundador y director del parque zoológico de Amnéville, es partidario de esta teoría. Para él, la raya negra constatada sobre la espalda de la bestia no corresponde al pelaje de un lobo, sino por lo contrario, caracteriza a un jabalí. Él revela que esta característica no se observó sobre el cadáver de distintos animales asesinados.
La teoría de un animal asesinado por la intención de notables de la región se estuvo repitiendo frecuentemente desde los años 1990 por las producciones literarias, como en El pacto de los lobos, ficción de Christophe Gans.

## Uso moderno de la leyenda

### Sitios turísticos

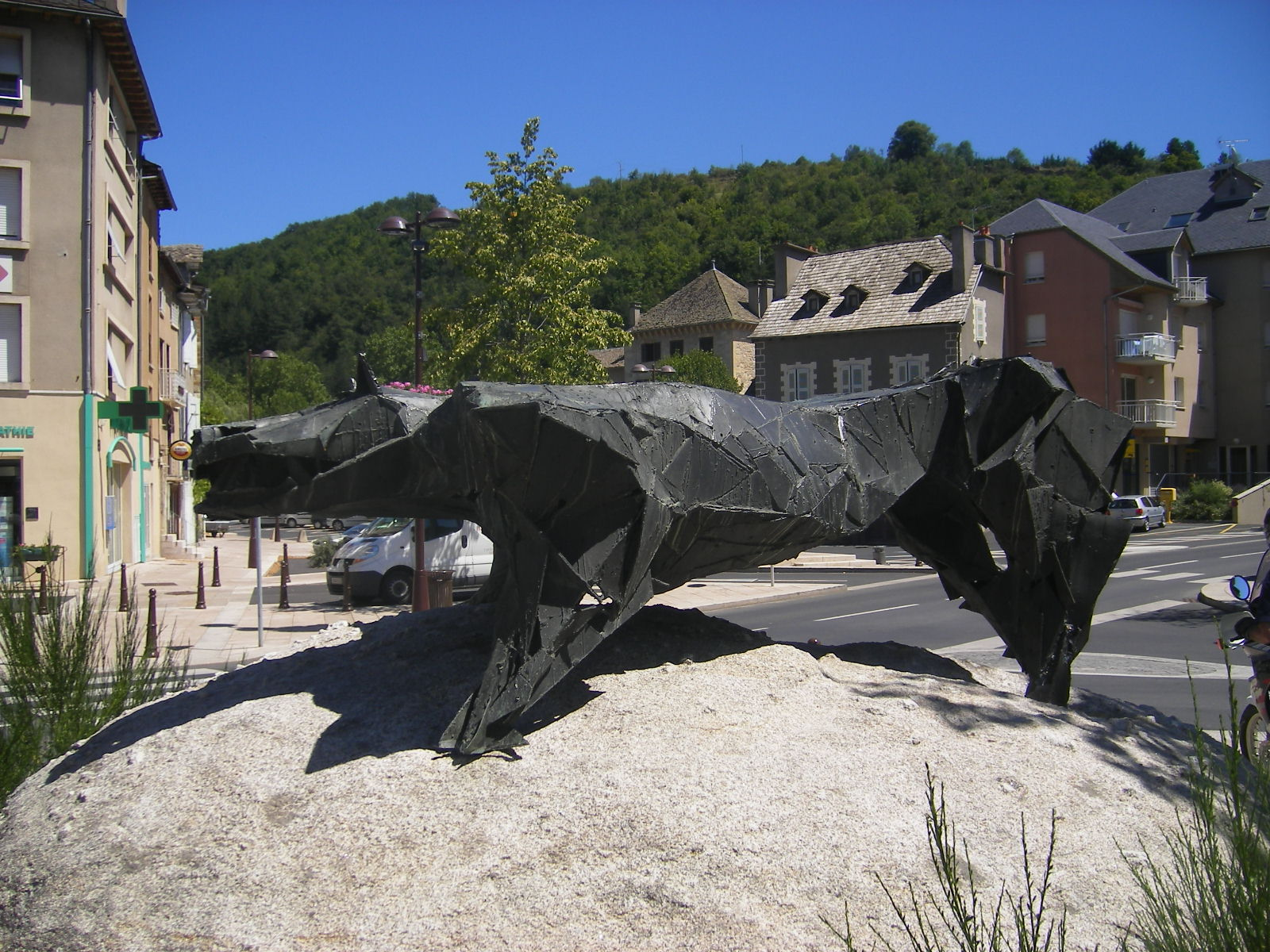
Monumento a la Bestia en Marvejols, obra de Auricoste.

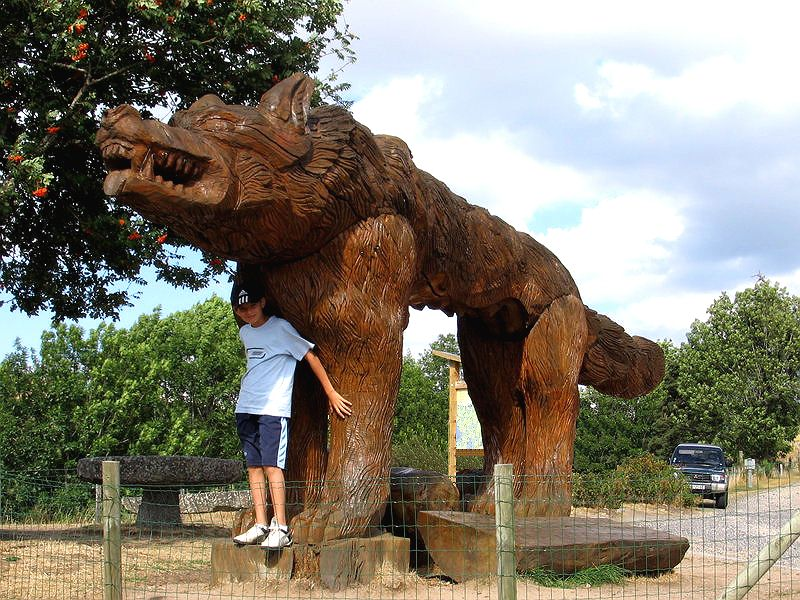
Escultura de la Bestia de Gévaudan en Saugues.

El escudo de armas del pueblo de Paulhac-en-Margeride, aprobado en 2001, presenta dos Bestias de Gévaudan.

La región donde cayó la bestia, así como los alrededores, utilizan la leyenda para su provecho. Entre los museos, estatuas y centros pedagógicos que hacen referencia a la bestia se encuentran:
- Una escultura de la bestia en Saint-Privat-d'Allier.
- El museo de la bestia en Gévaudan, en Saugues. Este restituyó a los personajes en yeso y con efectos sonoros, recreando la atmósfera de terror de la época de 1764 a 1767 en la región de Saugues.
- Una estatua de madera se elaboró igualmente en el pueblo de Saugues, a la cual se le añadieron diversas representaciones.
- Una estatua en el pueblo de Auvers que representa el combate de Marie-Jeanne Vallet contra la bestia y que fue realizada por el escultor Philippe Kaeppelin. La inauguró en 1995, suscitando incluso una polémica con respecto al uso turístico de un animal que cometía tales crímenes.
- Una estela a la memoria de Jean Chastel, el vencedor de la bestia se erigió en su pueblo natal de La Besseyre-Saint-Mary.
- Una estatua de la bestia de Gévaudan tallada por Emmanuel Auricoste se halla en Marvejols, aunque la bestia jamás anduvo cerca de la ciudad.
- En 2010, la comunidad de Malzieu inauguró una estatua representando la lucha de una aldeana contra la bestia.

### Teatro
La historia de la bestia de Gévaudan fue adaptada al teatro en una obra de tres actos escrita por Jacques Audiberti. La obra se estrenó en 1936 y tuvo por nombre La bestia negra (La Bête noire). Audiberti la presentó en 1948 en París, Huchette, y luego la renombró La fiesta negra (La Fête noire). Los nombres históricos no se conservaron. Esta obra presenta una lucha entre los campesinos y los aristócratas locales.
En 2008 una nueva obra fue montada con el nombre de La bestia está ahí..., con Geneviève y Robert Sicard y con enfoque en escena de Patricia Capdeveille. Es una adaptación de un libro de Laurent Fournier titulado Pequeña historia de los grandes estragos de una bestia malvada (Petite histoire des grands ravages d'une méchante bête).

### Cine y televisión
Muchas películas tomaron inspiración de la historia o leyenda de la bestia de Gévaudan.
- El pacto de los lobos, película de Christophe Gans (2001).

En ella, los actores Samuel Le Bihan y Mark Dacascos interpretan respectivamente al botánico y exsoldado Grégoire de Fronsac y su ayudante indio Mani, contratados por la corona francesa para documentar científicamente la verdadera naturaleza de la bestia de Gévaudan y abatirla. Jugando con los hechos reales y las invenciones para el guion, Gans postula la posibilidad de que los grandes lobos muertos en 1767 no fuesen de verdad la bestia, sino que estas capturas fuesen un fraude cometido por el propio Luis XV para acabar con el problema de cara a la galería.
Según la película, el verdadero responsable sería realmente una bestia entrenada desde la infancia por el noble Jean-François de Morangies, destacado durante unos meses en Senegal y que a la vuelta se había traído una camada de cachorros de lupus alimonatis (en realidad leones, solo que en la película esto no es específico) tras matar a su madre. Morangies, miembro de una sociedad secreta tradicionalista llamada El Pacto de los Lobos, con importantes miembros en la nobleza local y la Iglesia, pretendía con ello socavar el prestigio de la Corona y causar la caída del rey, acusado de ser demasiado moderno por los estamentos tradicionales.
- La bestia de Gévaudan, telenovela de Patrick Volson, de 2003.
- La bestia de Gévaudan es mencionada en la película El hombre lobo, de Joe Johnston, estrenada en 2010.

Esta historia también ha sido objeto de muchos reportajes y documentales, como:
- La bestia de Gévaudan, serie dramática parte del programa El tribunal de lo imposible, estrenada en 1967.
- La bestia de Gévaudan, autopsia de un mito, de David Teyssandier, 2002.
- La bestia de Gévaudan, documental de 1970 de la televisión suiza.
- ¿Cuál es el misterio de la Bestia de Gévaudan?, episodio en la serie Secretos de historia, documental de 2007-2008, Francia.
- La bestia de Gévaudan, historia animada por Franck Ferrand y Michel Louis, 2011.

- También es mencionada y aparece en la serie de televisión Teen Wolf, en dos ocasiones: en la primera temporada, se explica que la historia tiene que ver con la familia de una de las protagonistas, Allison Argent; en la quinta temporada, la bestia se convierte en el principal antagonista de la serie y su historia muestra también a la primera cazadora de hombres lobo de la familia Argent - Marie Jeanne Valet, después Marie Jeanne Argent - quien logra enfrentar y matar a la bestia, iniciando así la tradición familiar.
- Aparece también como personaje de Vanitas no Carte como parte del arco del mismo nombre, siendo en este caso un vampiro con una maldición.
- Jurota Shishida de My Hero Academia usa el nombre de Gevaudan como nombre de héroe debido a sus poderes de convertirse en una bestia.

### Literatura
El escritor escocés Robert Louis Stevenson atravesó Gévaudan en 1878, como lo cuenta en su relato Viajes con una burra por los montes de Cévennes (Travels with a Donkey in the Cévennes). Describió así a la bestia: "Era el país del siempre memorable animal, el Napoleón Bonaparte de los lobos".
La bestia volvió a resurgir a partir de los años 1970. Entre 1970 y 1990, la bestia aparece en los dibujos de Didier Comès, de Claude Auclair, y del dúo formado por Pierre Christin y Enki Bilal. Ciertos autores de historietas, como Didier Convard, tratan de alejarse ligeramente de la historia al no citar ningún nombre en particular.
En los años 2000, el dúo Adrien Pouchalsac y Jan Turek sacaron una trilogía, La bestia, que pretende ser lo más fiel posible a la historia. Ocurre lo mismo en la novela La bestia de Gévaudan (La Bête du Gévaudan) de Jean-Louis Pesch y en El secreto de Portefaix, el niño de Gévaudan (Le Secret de Portefaix, l'enfant du Gévaudan), de Cyrille Le Faou y Roger Lagrave. Otros novelistas de ficción fueron igualmente inspirados en la historia de la bestia para sus relatos, como por ejemplo Gévaudan, de Philippe Mignabal, o El perro de Dios (Le Chien de Dieu), de Patrick Bard.

### Juegos y música
La historia de la bestia de Gévaudan además sirvió de trama para un videojuego que salió a la venta en 1985. Este videojuego fue desarrollado y editado por C.I.L. (Compañía Informática Lúdica). Se representa con su forma en un juego de aventura textual, sobre los microordenadores Apple II. La historia presenta la hipótesis según la cual la bestia fue un hombre lobo. El jugador enfrenta a la bestia y debe encontrar un medio de curarla el mal.
Para muchos, el rapero francés MC Solaar hizo en un abrir y cerrar de ojos a la bestia de Gévaudan en la canción Cash Money, sobre el álbum Mach 6. En esta canción quien evoca una mujer superficial y materialista, y él le dice que "Si lo ama, todo dormirá dentro y tendrás el collar en dinero de la bestia de Gévaudan".
En el juego de rol Hombre lobo: el Apocalipsis, la bestia de Gévaudan es puesto como un hombre lobo y 3 parientes lupinos de la tribu de los Señores de las sombras el cual terminó siendo eliminado junto con sus parientes por parientes homínidos de los señores de las sombras para evitar que este descorriera el velo
En el juego de cartas Mitos y leyendas comercializado en Chile por la empresa Salo S.A se usa la leyenda de esta bestia para la carta "Guevadan" en la edición "Mundo Gótico" donde representa a un licántropo uno de los tantos personajes principales de esa edición en el juego 
Por otra parte, su nombre es atribuido al hombre lobo de la saga de juegos de mesa Atmosfear, conocida en España en sus inicios como "pesadilla", siendo una ficha de jugador en todas sus entregas ("Atmosfear", "Atmosfear: Barón de Samedi", "Atmosfear: Anne de Chantraine", "Atmosfear: Elizabeth Bahtory", "Atmosfear: Los Emisarios", "Atmosfear: El Guardián" y por último "Atmosfear: Khufu la momia")
El grupo de metal alemán Powerwolf estrenó en 2021 un sencillo llamado "Beast of Gévaudan", que trata sobre esta bestia.
La banda chilena "La Bestia de Gevaudan" toma el nombre de esta leyenda.

## Anexos
Se le atribuye la muerte de más de 130 campesinos, en su mayoría mujeres y niños, que fueron encontrados despedazados por los dientes de algún animal. En algunos casos las víctimas fueron encontradas decapitadas o partidas por la mitad, lo que demuestra la enorme violencia con la que fueron asesinadas. Son menores los casos de animales domésticos muertos por la bestia, pues parece que ésta prefería la carne de los pastores a la de sus ganados.
Según el testimonio de uno de los capitanes de los dragones, logró ver cara a cara a la bestia antes de que ésta consiguiese huir. Era tan grande como su propio caballo, pero pronto lo dejó atrás con facilidad, pues lo superaba ampliamente en velocidad y agilidad. Mientras huía, él y los hombres que le acompañaban descargaron varias decenas disparos contra ella que ni siquiera parecieron atravesar su piel.

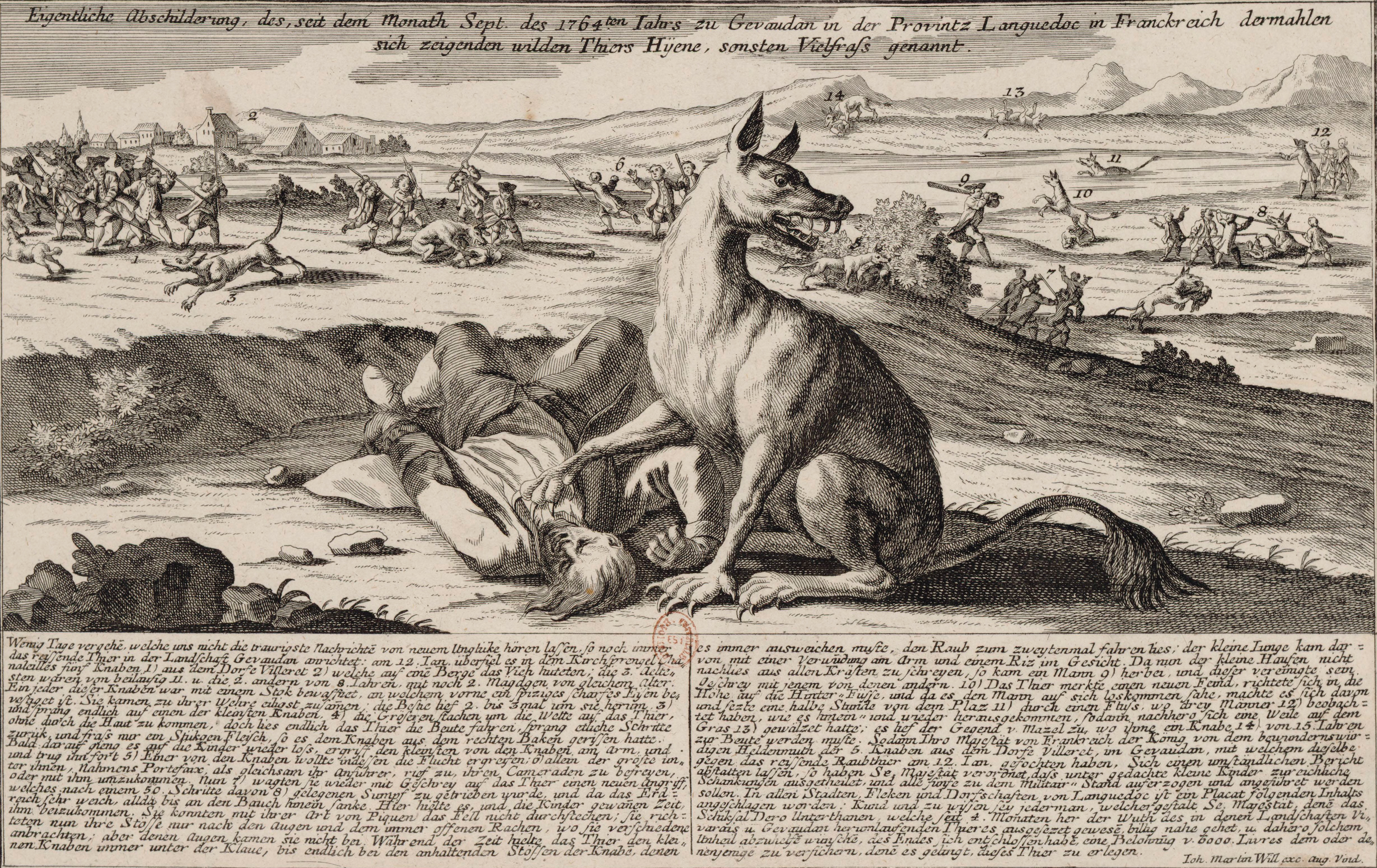
La bestia de Gévaudan.

El asunto de la bestia de Gévaudan traspasó fronteras y llegó a considerarse un problema serio para el gobierno de Luis XV, entonces recién salido de la Guerra de los Siete Años. Las potencias extranjeras comentaban jocosas cómo el ejército francés podía pensar siquiera en la victoria si sus mejores tropas no eran capaces de capturar un "simple" lobo en mitad de su propio país. Pronto se retiraron de la zona a las autoridades locales por considerarlas inútiles, y se pescó a más de un cazador particular que ponía pistas falsas para despistar a los dragones y aspirar a cobrar la recompensa matando él mismo la bestia. Se pusieron trampas y se rastreó el monte día y noche, pero la bestia siempre aparecía en otro lugar y continuaba su siniestra matanza.
El nerviosismo se apoderó de la población y estallaron disturbios. Se acusó públicamente a algunos vecinos de ser hombres lobo que se convertían por las noches en la bestia; otros se volvieron contra los gitanos, a los que acusaron de criar alguna bestia salvaje en su circo que había escapado al monte. Los sacerdotes predicaban contra el rey, responsable indirecto de la crisis, o decían que las víctimas eran jóvenes lascivas a las que Dios había enviado la bestia como castigo. Incluso se llegó a poner en el punto de mira a un noble que había estado en África y criaba en los jardines de su palacio hienas, tigres, leones y perros de presa, acusándolo de cruzar los animales hasta dar con una bestia asesina e indestructible.
Fuese ella o no, lo cierto es que en 1767, con más de 130 muertes en la región, un campesino armado abatió en Gévaudan un lobo descomunal, más grande que cualquiera de los que se podían encontrar en Francia. Poco después se mató una loba también de gran tamaño. La leyenda cuenta que los responsables de las capturas emplearon balas de plata hechas tras fundir medallas de la Virgen María, algo que ha pasado posteriormente al imaginario colectivo como la única forma de matar un hombre-lobo. Al menos uno de los ejemplares fue llevado a París, donde llegó en un estado de putrefacción muy avanzado, lo que impidió disecarlo. Su esqueleto fue expuesto en el Museo Real de la ciudad hasta su destrucción en un incendio. A pesar de que el esqueleto se ha perdido, las descripciones parecen indicar que se trataba de una gran subespecie de lobo de los Alpes, extinta en el siglo XIX. La falta de animales grandes que estos lobos encontraron en su nuevo hogar les habrían impulsado a alimentarse de los humanos, fáciles de capturar y matar. Desde entonces, no se ha producido ningún ataque similar a los de la bestia.

## La posible identidad de la bestia de Gévaudan
Ateniéndonos a las descripciones de la época (muy probablemente exageradas en cuanto al tamaño y cualidades de la bestia del Gévaudan), se pueden sacar varias conclusiones que nos pueden ayudar a la hora de establecer su identidad:
1. Parece cierto que un animal con características poco comunes fue capaz de atacar y matar a varias decenas de personas en la segunda mitad del siglo XVIII en los bosques de la región del Gévaudan. Las cifras varían, según las fuentes consultadas entre 70 y 140 muertes. Es probable que la cifra real de muertes se ajuste más a 70, si bien hay que tener en cuenta que se produjeron varias decenas de heridos.
2. El hecho de que la mayoría de víctimas mortales fueran mujeres y niños, algunas de las cuales presentaban signos evidentes de haber sufrido abusos sexuales antes o después de su muerte, hace creíble pensar que una o más personas, aprovechándose de las circunstancias, dieran rienda suelta a sus peores instintos, violando, asesinando y mutilando a varias de las víctimas atribuidas a la bestia. Los restos de estos crímenes, abandonados en los bosques no tardarían en ser localizados y devorados por animales que pudieron cargar con la culpa de la autoría de los hechos.
3. Es difícil averiguar la especie animal capaz de provocar tantas muertes ajustándonos a las descripciones de quienes lo avistaron. Dejando de un lado otras versiones acerca de posibles hombres-lobo pero los candidatos más probables serían los siguientes:
  1. Lobos: En 1764 en esa zona abundaban los lobos, que eran muy temidos, principalmente por toda la mitología asociada a ellos y por los ataques que realizaban al ganado doméstico. De hecho fueron cazados muchos ejemplares durante las numerosas batidas que se realizaron para tratar de acabar con la bestia. Uno de ellos, de un tamaño enorme, fue abatido por un habitante de la zona y tras ello parece ser que los ataques (o las informaciones sobre ellos) disminuyeron durante un breve período. Como las muertes continuaban y era un hecho difícil de silenciar, las partidas de caza volvieron a los bosques del Gévaudan, acabando con la vida de otro gran ejemplar de lobo que se dijo podría ser la pareja del anterior (las fuentes hablan de unas dimensiones de 1,80 m. desde la base de la cola hasta la punta del hocico y 65 kg de peso). Para añadirle más intriga a la historia, el esqueleto del animal abatido se conservó en un museo de París hasta 1830 cuando fue destruido por un incendio. Es muy improbable que un lobo solitario fuese capaz de realizar todos los ataques ya que no concuerda en absoluto con el comportamiento de la especie. Un grupo de lobos actuando coordinadamente sí serían capaces de realizar estos ataques, pero los testimonios coincidían en que se trataba de un solo animal. Además, los humanos solamente en muy raras ocasiones han sido víctimas de los lobos. Sí se conocen casos bien documentados de otros animales causantes de decenas de muertes de personas en otros continentes, en los cuales ejemplares aislados (leones, tigres y leopardos) se han acostumbrado a cazar y devorar hombres ya que les resultaban presas muy fáciles de capturar. Se habla también de una supuesta subespecie de lobo extinta en el siglo XIX, de mayor tamaño y ferocidad que las actuales, como posible candidato. Este dato habría que tomarlo como poco fiable, aunque es cierto que en muchas especies de animales por diversos motivos surgen muy de vez en cuando individuos de mayor tamaño que la media habitual (así como también surgen otros de menor tamaño de lo habitual). En cualquier caso nunca estaríamos hablando de un animal del tamaño de una res y 500 kg de peso, como aseguraban algunas de las descripciones de la época.
  2. Especies exóticas: En el siglo XVIII en Europa, ya vivían en cautividad numerosas especies exóticas procedentes de todo el mundo, como leones, leopardos, tigres, hienas y pumas. Cualquiera de estos animales escapado de su cautiverio podría adaptarse a vivir en libertad en una zona boscosa con recursos suficientes para proporcionarles alimento y cobijo. Algunas de las descripciones del animal dicen que tenía un gran tamaño, pelaje de color rojizo, con una cresta de pelo en el dorso y varias franjas verticales más oscuras en la parte posterior del cuerpo. Esta descripción podría adecuarse a primera vista a una hiena rayada, y de hecho varios autores contemporáneos y posteriores a los sucesos apuntaron a este animal como probable causante aunque si bien este animal puede tener un comportamiento agresivo en ocasiones, no es plausible que ataque y devore a decenas de personas. Otro tanto podría decirse del tilacino o lobo marsupial de Tasmania, con el cual se ajustan varias de las descripciones: hocico alargado, grandes fauces, capacidad de dar grandes saltos y cuartos traseros atigrados. Este animal (presuntamente extinto a mediados del siglo XX) ya era conocido a finales del siglo XVIII por los colonos de Australia y Tasmania (y por los aborígenes desde mucho antes), aunque la posibilidad de que hubiera en Europa algún ejemplar en 1764 traído por algún barco desde las antípodas, se antoja muy remota. Tampoco el tamaño y su supuesta ferocidad se ajustan a esta especie. Hay ejemplares de tigres cuyas típicas rayas verticales están casi limitadas a sus cuartos traseros y desde luego un tigre es perfectamente capaz de llevar a cabo la mayoría de actos supuestamente cometidos por la bestia del Gévaudan. Tendríamos, por tanto, en un tigre escapado de cautividad como posible (aunque improbable) candidato a ser nuestra misteriosa bestia.
  3. Híbridos: Algo más probable en esa zona sería un híbrido producido entre un perro y un lobo o entre dos razas grandes de perro. Son relativamente frecuentes y conocidos los casos de cruces fortuitos entre perros y lobos, ya que comparten un material genético prácticamente idéntico y pueden generar descendencia con capacidad reproductora. Sería muy interesante ver el resultado del cruce entre un lobo y una especie de perro de gran tamaño (un mastín o un alano por ejemplo) bien fuera domesticado o asilvestrado. Por otro lado, las peleas organizadas entre perros de presa entrenados para la lucha y otros animales (osos, lobos, tejones, etc...) ya eran habituales en toda Europa desde hacía varios siglos. Esos perros utilizados para batidas de caza y peleas, muchas veces eran cubiertos parcialmente por sus dueños con protecciones de cuero y metal para evitar las heridas que les pudieran producir sus potenciales presas. Este hecho, también podría explicar, al menos en parte, el extraño aspecto de la bestia ante los ojos de los testigos, si bien, es probable que alguno de ellos reconociera tales protecciones. No sería difícil imaginar lo que podría hacer un híbrido de las especies antes mencionadas abandonado en una zona habitada y teniendo que subsistir por sus propios medios. Por todo ello, esta última es la posibilidad que parece más aceptable, teniendo en cuenta los datos que se poseen y las descripciones de los testigos.

## Otros casos similares
Los ataques ocurridos en Gévaudan no fueron casos aislados. Un siglo antes, en 1693, ocurrieron ataques similares en Benais, donde hubo cerca de 100 víctimas, la mayoría mujeres y niños. La bestia responsable fue descrita de forma muy similar a la de Gévaudan. Durante los sucesos de Gévaudan fue vista una bestia el 4 de agosto de 1767 en Sarlat, una región con cuevas prehistóricas situada cerca de Gévaudan. Cuatro décadas después, entre 1809 y 1813, hubo más ataques en Vivaris, donde hubo al menos 21 víctimas (niños y adolescentes). Entre 1875 y 1879, hubo más ataques en L'Indre. Todos estos ataques ocurrieron en periodos de 4 años. Existen informes de ataques y avistamientos de criaturas similares hasta 1954.